# 청나라
대청국(大淸國, 만주어: ᡩᠠᡳᠴᡳᠩ
ᡤᡠᡵᡠᠨ 다이칭 구룬, 1636년 4월~ 1912년 2월 12일), 또는 대청제국(大淸帝國), 청조(淸朝), 대청(大淸), 약칭 청(淸)은 중국 역사상 최후의 통일 왕조이자, 근대 중국을 지배하였던 마지막 왕조이다. 1636년에 건국되었으며, 1644년부터 1912년까지 300여 년 동안 중국 대륙을 통치하였다.  

## 개요
청나라는 만주족 출신의 아이신기오로 가문에 의하여 세워졌다. 
16세기 후반, 누르하치는 북원(北元)의 옥새를 발견하여 몽골족들을 만주족 군인에 편입시켰다. 만주족, 몽골족을 포괄하는 군사적-사회적 시스템인 팔기제(八旗制)를 창설하였고, 이후 분열되어 있던 만주족들을 통일한 뒤 1616년에 후금을 건국하였다. 그의 아들인 홍타이지는 명나라 군대를 랴오둥반도에서 퇴패시키고 1636년에 국호를 후금에서 청으로 바꾸고 만주에서 새로운 왕조를 개창하였다. 
명나라가 갈수록 국력이 쇠하고 멸망의 조짐이 보이자 이자성이 이끄는 대규모 반란이 일어났는데, 1644년에는 반란군이 명의 수도인 베이징을 점령하기까지 하였다. 하지만 반란은 진압되었고 이후 청나라 군대는 만주족 군사들을 이끌고 베이징를 점령하여 명나라 한족 귀족들을 대량 랴오둥 반도의 후금으로 끌고 갔다. 청나라 군대는 빠르게 명나라 수도 베이징을 점령하고 명나라의 황제를 사로잡았고 명나라의 황후를 포함 많은 한족 여성들을 사로잡아 후금의 수도 허투 알라에 끌고 가 노비로 삼았다. 
베이징을 잃은 명나라는 수도를 다시 난징으로 옮기고 본격적으로 청나라와 대립하여 치열한 전쟁이 수년간 지속되었다. 명나라는 멸청을 주장하며 강한 저항을 일으켰다. 난징을 수도로 한 명나라는 후금에 납치된 한족들을 공물을 바치고 데려오려고 했으나 실패하였다. 명나라 왕조에 충성하던 한족들은 자신들과 다른 이민족 여진족에 국가에 강하게 저항하였다. 청나라 만주족들은 남진을 계속하여 난징을 유린하였고, 당시 난징에서 노비로 끌려간 한족들만 200만명이 넘었다. 명나라의 잔존 세력들을 소탕하며 1683년에 이르러서야 명나라를 멸망시킨다. 
청나라의 황제들은 만주족의 전통은 기본적으로 유지하였으나, 티베트 불교의 수호자를 자처하며 티베트인들을 포용하였고, 몽골인들을 대할 때에는 스스로를 ‘복드 칸’이라 지칭하였으며 한족들을 지배하였다. 청나라는 지배층 만주족 기타 몽골민족 그리고 피지배층인 한족으로 구성된 국가이며 한족들 또한 제한적으로 벼슬을 할 수 있었다. 하지만 명나라의 여성들이 공녀로 끌려가거나 탄압을 받았고 명나라를 멸망시키는데 한족 또한 많은 저항을 하였다. 
청나라의 건국은 만주족이 명나라를 무력 정복한 것이지 만주족과 한족이 화합하여 건국한 국가는 아니다. 청나라 이후 만주족은 한족들을 직접 지배하였으며 한족들은 정치적인 독립성이나 의결권이 존재하지 않고 만주족에 예속되었다. 청나라 이후 한족들은 역사에 잘 나타나지 않게 되지만 만주족에 충성을 맹세한 소수 한족들이 역사에 기록되어 있으며 한족 성씨를 쓰며 한족화된 만주족들이 한족들의 완전히 실제적인 종주자로서 활약하게 된다. 
만주족들은 정복에 항의하는 한족들은 학살하였으나 항복하고 만주족에 정복된 것을 인정하는 한족들은 등용되어 한족의 문화 또한 수용하였다. 하지만 한족이 치욕스럽게 생각하는 변발과 만주족 풍습이 강요되었고 명나라 출신 한족 여성 중 외모가 뛰어난 한족 여성들은 노예로 만들어 한노녀(漢奴女)로 불렸다라는 기록도 존재하고 한족 관료들은 노재(奴才)로 불렸던 것처럼 영광만 있는 것은 분명 아니었다.
또한 주변의 조선이나 베트남 응우옌 왕조와 같은 국가들과도 교류를 지속하였다. 만주족에 의한 지배는 한족들에게 가혹했기 때문에 기록된 한족들에 의한 반란 사건이 많으며 그 반란은 항상 무력으로 잔인하게 유린되고 진압되었다.
청나라는 이후 외세의 도전에 시달리며 점차 국력이 쇠퇴하기 시작하였다. 점차 내부의 갈등이 심화되고, 인구 과잉, 부정부패, 경제 실패, 정치적 경직성 등 고질적인 문제들이 터져나오기 시작한 것이다. 청나라의 인구는 무려 4억 명으로 증가하였으나, 세율과 정부의 세입은 거의 비슷한 수준이었고 정부의 재정은 파탄에 이를 수 밖에 없었다. 
게다가 아편 전쟁 이후 청나라의 부실한 국력이 만천하에 드러나며 서구 열강들은 청나라에게 자유무역, 치외법권, 계류지 등 불평등 조약들을 수없이 강요하였고, 경제적 침탈을 가속화하며 중국 전체를 경제적으로 예속화시켰다. 한편 사회적 갈등은 점차 극에 달해갔고, 1800년대 말에 일어난 태평천국의 난과 둥간 혁명 등으로 인하여 무려 2천만 명에 달하는 사람들이 기아, 가뭄, 전쟁 등 여러 가지 이유들로 죽어나갔다. 
1860년대에는 동치중흥(同治中興)이라 하여 엘리트층을 중심으로 청나라를 보전하기 위한 움직임도 있기는 하였으나, 이마저도 충분치 못하였고 개혁에 실패한 청나라는 갈수록 망조가 들어갔다. 양무운동을 통하여 실시한 개혁 정책은 1894년에 일어난 청일 전쟁으로 인하여 그 한계가 드러났고, 청나라는 이로 인하여 조선에 대한 영향력을 상실하였으며 타이완마저 일본 제국에게 빼앗겼다. 
이후 청나라는 광서제의 주도 하에 무술변법을 펼치며 대대적인 개혁을 시도하였으나, 보수 세력과 서태후가 일으킨 정변에 의해 개혁 세력들이 몰락하며 이마저도 실패로 돌아가며 청나라의 근대화 노력은 완전한 실패로 끝나고 말았다. 
나라가 완전히 혼란에 잠기고, 서구 열강들의 행패가 갈수록 심해지자 민족주의 세력인 의화단이 1900년에 난을 일으켜 상당한 수의 서구인들을 학살하였는데, 이를 빌미로 서구 군대가 청나라를 대대적으로 침략하였으며 서태후와 황실은 서안으로 피신까지 하는 굴욕을 맛보아야만 했다.
의화단의 난으로 인해 청나라가 신축조약을 맺고 서구에게 수많은 이권들을 내준 이후, 청나라는 뒤늦게 대대적인 행정적, 경제적 개혁을 실시하며 선거제, 법률, 과거제 폐지 등 수많은 근대화 정책들을 발의하였다. 개방적인 분위기로 인하여 사회적으로도 수많은 개혁가들이 등장하였으며, 이때 공화론자인 쑨원과 입헌군주정 옹호자인 캉유웨이와 량치차오 등이 서로 다투며 의견을 내놓았다. 
그러나 1908년에 광서제가 결국 서태후에 의해 독살당해 사망한 이후, 만주족 출신의 보수 세력이 다시 조정의 주도권을 잡았고 개혁론자들을 조정에서 축출하며 청나라는 완전히 멸망의 길을 걷고야 만다. 
결국 1911년 10월 10일에 우창 봉기가 일어났고, 이를 계기로 신해혁명이 일어나 중화민국이 세워지며 청나라는 공식적으로 중국 전역에 대한 통치권을 상실하였다. 이후 1912년 2월 12일에 청나라의 장군이었던 위안스카이가 최후의 황제인 선통제의 퇴위를 강제하며 결국 청나라도 멸망하고야 만다.

## 역사

### 건국

#### 만주족의 명나라 정벌
청나라의 전신인 금(金)은 아이신기오로 누르하치에 의하여 건국되었다. 누르하치는 군소 여진족들의 수장이다.
누르하치는 이후 명나라의 명령 하에 주변의 여진 부족들 사이에서 일어난 불화들을 잠재우는 데에 뛰어난 능력을 보여주었고, 이후 1616년 즈음이 되자 모든 인근 여진족들을 통합하며 만리장성 외부 진족의 절대적인 지배자로 떠올랐다. 기세등등해진 누르하치는 예전에 여진족이 세웠던 금나라를 계승한다는 의미에서 국호를 대금(大金, 만주어: ᠠᡳ᠌ᠰᡳᠨ Amba Aisin)으로 정하고, 연호를 천명(天命, 만주어: ᠠᠪᡴᠠᡳ
 ᡶᡠᠯᡳᠩᡤᠠ Abkai Fulingga)으로 정한 후 스스로를 총영명한(聰英明汗, 만주어: ᠠᠪᡴᠠᡳ
ᡤᡝᠩᡤᡳᠶᡝᠨ
ᡥᠠᠨ  Sure Genggiyen Han), 간단히 말하여 여진족의 대칸으로 선포하였다.
2년 후, 누르하치는 칠대한을 선포했고, 여전히 자신의 지배권 밖에 있었던 여진족들까지 모두 통일하기 위하여 명나라의 통치를 거부한 뒤 전쟁을 선포했다. 이후 안팎으로 무너져가던 명나라 군대는 속절없이 누르하치에게 패배했고, 누르하치는 자신의 수도를 허투 알라(Hetu Ala, 혹은 흥경興京)에서 명나라에게서 뺏은 도시들로 천도하였다. 또한 한족들을 노비로 만들어 만주족들에게 분배하였다.
1621년에는 요양(遼陽, 만주어 리요오 양Liyoo yang)으로, 1625년에는 성경(盛京, 만주어 묵던Mukden, 현재 심양瀋陽)으로 옮겨갔다. 여진족들이 누르하치의 지도 하에 모두 통일되자, 누르하치는 군사, 행정 제도인 팔기(八旗) 체제를 확립하였다. 이후 누르하치는 새롭게 부족들을 편성하여 새로운 만주 부족들을 만들어냈다. 누르하치의 조정을 랴오둥 반도의 도시들로 옮긴 것은 만주족이 인근 부족들과 더 원활히 할 수 있도록 만들었다.
누르하치는 이 곳에서 몽골 평원들에 있는 몽골인들과 자유롭게 연락할 수 있었고, 그 외의 명나라의 통치에 저항하는 세력들과도 점차 연계를 넓혀갔다. 다만 당시 몽골족들은 통일된 국가가 아니라 갈기갈기 찢어져 서로를 적대하는 세력들로 나뉘어 있었는데, 이럼에도 불구하고 모두가 명나라의 압제에 대항하는 마음만은 똑같았기에 누르하치가 이들에게 명나라에 적대적인 공동 전선을 제안하였을 때는 모두가 선선하게 받아들일 수 있었던 것이다.
몽골인들은 전쟁에서도 유용한 동맹이었다. 몽골인들은 여진족들에게 말 위에서 화살을 쏘는 등 기마술과 궁술들을 전파하였고, 말과 갑주들을 제공하며 귀중한 인적 자원이 되어주었다.
누르하치가 남긴 업적들 중 가장 눈여겨볼만한 것은 바로 만주 문자이다. 구 여진 문자는 이미 소실되었기에, 몽골 문자를 기반으로 한 새로운 문자를 만든 것이다. 또한 누르하치는 팔기제를 확립하여 이후 청나라까지 이어지는 핵심 제도들의 기틀을 닦았다.
당시 여진족은 한족들과 숫자가 비슷했으며 한족들의 백성들을 빼았고 한족들의 귀족 지위를 강등시켜 노비로 만들었다. 그들은 몽골인들과 합쳐 동맹을 맺으며 점차 세를 불려나가기 시작했다.
한족들의 저항은 거셌지만 만주족과 몽골족들은 기세를 몰아 한족들을 학살하였다. 당시 귀족들만이 한족을 내세울 수 있었고 평민으로 강등된 한족들도 있었지만 대부분은 성씨도 한족도 아닌 명나라 중국인들이였다. 만주족들은 저항하는 한족들을 죽이고 노비로 강등시켰고 만주족에 충성하는 한족들은 어느 정도 등용하기도 하였다.

#### 만주족의 명나라 공략
누르하치의 무패 기록은 1626년 1월, 그가 닝위안현에서 벌어진 싸움에서 명나라의 명장 원숭환에게 패하며 그 막을 내렸다. 누르하치는 이후 몇 달 후 승하했고, 그의 여덟 번째 아들인 홍타이지가 자식들 간에 벌어진 치열한 왕좌 쟁탈전을 뚫고 그의 뒤를 이었다.
홍타이지는 유능한 군사 사령관이었고, 이미 팔기제의 여덟 군단들 중 2개의 군단을 장악하고 있었으나 집권 초기에는 연달아 군사적인 실패를 맛본다. 여진족은 1627년에도 또다시 한족 원숭환에게 패배의 쓴맛을 맛보았다. 다만 이는 명나라가 서양에서 수입해온 포르투갈 산 대포 때문이기도 하였다.
기술적, 수적 열세를 극복하기 위하여 홍타이지는 1634년에 기술자들을 포섭하여 유럽식 대포들을 다룰 줄 아는 새로운 포병을 창설했다. 홍타이지의 재위기에는 점차 여진족들이 스스로를 '만주족'이라고 부르기 시작했다. 홍타이지는 1635년 11월에 공식적으로 '만주족'의 통합을 선포하여 분열되어 살던 여진족들에게 하나의 공동체 의식을 심어주고자 하였던 것이다.

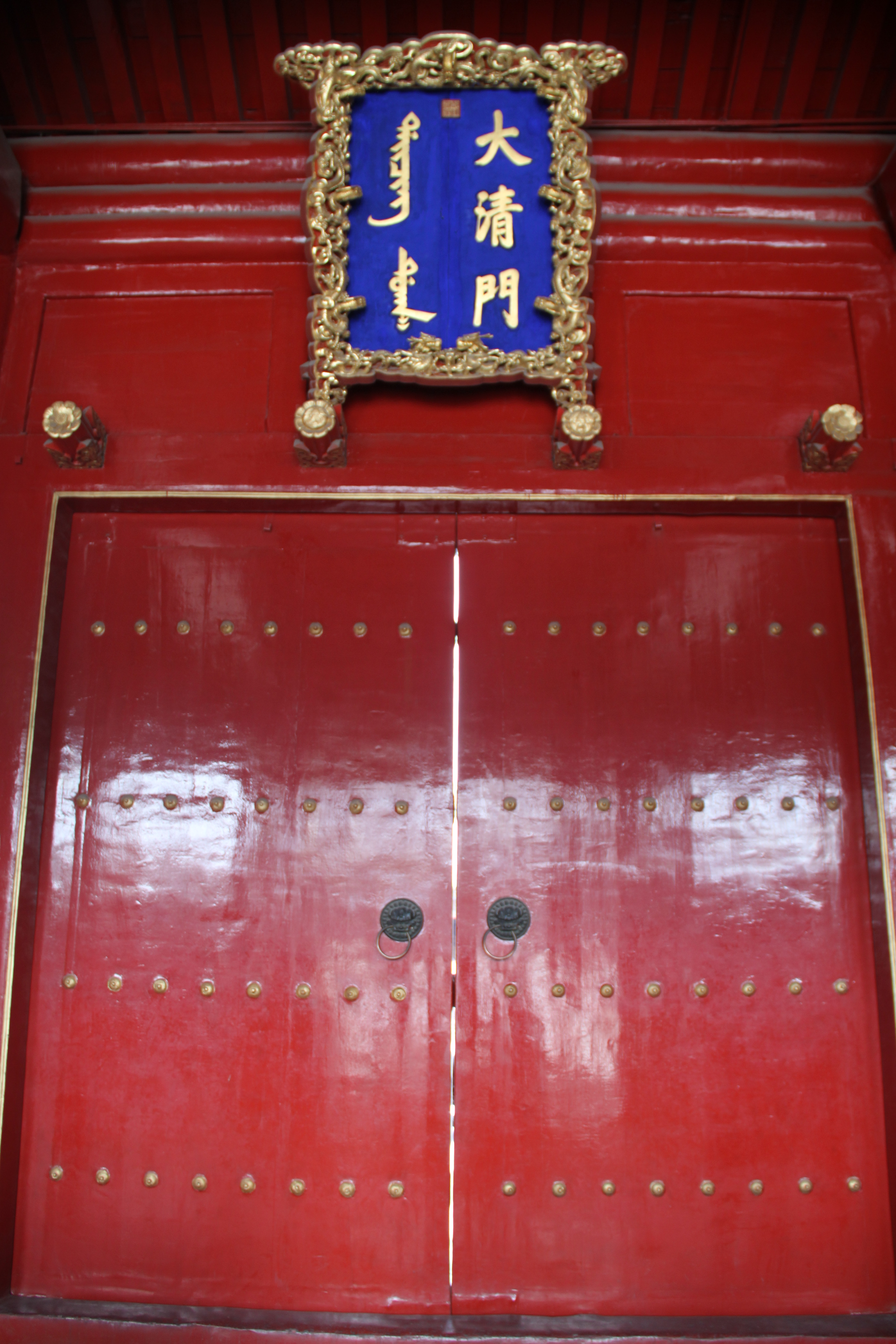
선양 고궁의 "대청문" (「大淸門」,)

홍타이지는 이후 산해관 이북 지역을 모두 명나라에게서 빼앗아 왔고, 내몽골의 링단 칸을 완전히 굴복시켰다. 1636년 4월, 내몽골의 몽골 귀족들, 만주 귀족들은 선양에 모여 쿠릴타이를 열었고, 후금의 칸을 새로운 청나라의 천자로 옹립하기로 결정하였다. 극심히 저항하는 명나라 한족들은 죽였다. 이 때 구 원나라의 옥새가 홍타이지에게 전달되었으며, 특히 몽골의 구 저항 세력들이 모두 만주족에게 무릎을 꿇으며 청나라는 이때부터 원나라의 후예로 여겨지기 시작했다. 홍타이지는 스스로를 칸(天總汗, 만주어: ᠠᠪᡴᠠᡳ
ᠰᡠᡵᡝ
ᡥᠠᠨ Abkai Sure Han)에서 관온인성황제(寬溫仁聖皇帝, 만주어:  Gosin Onco Hūwaliasun Enduringge Han)로 격을 높였고, 국호를 대청(大淸, 만주어: ᡩᠠᡳᠴᡳᠩ Daicing)으로 고쳤다.
1637년에는 명나라에서 투항하는 한족들은 살려두었으나 저항하는 명나라 한족들은 학살하고 노비로 만들었다. 홍타이지는 조선인들도 팔기군에 포함시켰다. 홍타이지는 명나라의 여러 도시들을 정복하고 홍타이지가 1640년에서 1642년까지 명나라를 상대로 연전연승을 거두게 하는 원동력이 되었다. 게다가 명나라의 황제 숭정제가 역모를 의심하고 원숭환 장군을 사형에 처해버리면서 명나라는 갈수록 멸망의 길을 향해 치달았다. 이후 명나라는 만리장성 이북 지역을 완전히 포기하고 도망칠 수 밖에 없었던 것이다.

#### 후금의 명나라 정복
홍타이지는 1643년 9월 갑작스레 세상을 떠났다. 직후 제대로 된 승계 제도가 없던 만주족들은 귀족 회의를 통하여 새로운 지도자를 선출했다. 당시 홍타이지 사후 가장 유력한 권력자들은 홍타이지의 아들이었던 아이신기오로 호오거와 홍타이지의 이복형제 도르곤이었다. 이들은 직접적인 충돌을 꺼려했고, 결국 2명 모두 황위를 포기하며 홍타이지의 5살짜리 아들을 대신 새로운 황제로 뽑기로 합의하였다. 이가 바로 청나라의 2대 황제 순치제이다. 이후 도르곤은 어린 황제를 대신하여 섭정으로 통치하였고, 청나라의 실질적인 권력자로 부상했다.
그와중에 명나라 조정은 내분으로 몸살을 앓고 있었다. 이에 농민 봉기들이 끝없이 일어나고, 고질적인 재정난이 겹치며 끊임없이 흔들리고 있었던 것이다. 그들은 만주족들이 승계 도중 혼란스러운 상황에서도 전혀 기회를 잡지 못했고, 청나라가 스스로를 칭제건원하는 것에도 아무런 영향을 미치지 못했다. 1644년 4월, 명나라의 수도인 베이징은 이자성이 이끈 반란군에 의하여 무너졌고, 이자성은 그 자리에 순 왕조를 세웠다. 한편 마지막 황제였던 숭정제는 반란군을 피하여 자금성에서 목을 메어 목숨을 끊었다.
베이징을 점거한 이자성은 20만 명에 달하는 반란군을 이끌고 명나라 북부의 산해관을 지키고 있었다.
만주족들은 이 때를 기회로 삼아 이자성이 있는 명나라를 공격하였다. 만주족들은 많은 전투에서 이기고 한족들을 살육하였다. 만주족들은 1644년 5월 27일 산해관 전투에서 이자성의 반란군들을 꺾었다. 만주족 동맹군은 그해 6월 6일에 베이징을 점령했다. 10월 30일에는 순치제가 자금성에서 중국의 공식적인 천자로 선포되었다. 이자성의 명나라를 꺽었고 명나라의 잔당들을 남쪽으로 도망쳤다.
도르곤이 장성을 넘어 베이징으로 들어온 직후, 만주족들은 명나라 숭정제의 후손들을 모아 노비로 삼았다. 명나라에 충성을 한다는 고관들은 모두 목을 배어 거리에 시체가 즐비했다. 만주족을 섬기는 한족들은 살려주었지만 만주족에게 저항하는 한족들은 모두 살육하였다. 청나라는 만주족 지배층이 만든 국가이지 한족들과 협력하여 만든 국가가 아니었다. 한족들은 만주족들에게 두려워하며 협력을 강요당했다. 만주족 지도층들은 모든 한족들을 만주족화시키고 거부하는 자들은 사형시키는 등 강력한 만주화 정책을 펼쳤다. 투항한 한족은 도르곤에게 “십종십부종(十從十不從)"을 제안하여 치국평천하할 계책을 알려주었다. 십종십부종은 다음과 같다.
첫째, 남종여부종(男從女不從) : 남자는 따르되, 여자는 따르지 않는다. 즉, 만주족을 따라 체두변발하되, 여자는 예전처럼 머리모양을 그대로 한다.
둘째, 생종사부종(生從死不從) : 살아서는 만주족의 습관에 따르되, 죽은 후에는 따르지 않는다. 즉, 한족의 습관대로 매장을 한다.
셋째, 양종음부종(陽從陰不從) : 양계(陽界)의 일은 만주족을 따르되, 음계(陰界)의 일은 따르지 않는다. 즉, 내세를 위한 불교등 종교나 습관들은 그대로 둔다.
넷째, 관종예부종(官從隸不從) : 관리는 만주족을 따르되, 노비는 따르지 않는다. 즉, 관리들은 만주족의 예법대로 화령을 달고 조주를 매며, 마과를 입으나, 노비들은 옛날과 같이 입고 행동한다.
다섯째, 노종소부종(老從少不從) : 성인은 만주족을 따르되, 어린아이는 따르지 않는다. 즉, 아이일때는 한족의 원래 습관대로 하고, 성인이 된 후에 체두변발등 만주족습관을 따른다.
여섯째, 유종석도부종(儒從釋道不從) : 유가는 만주족을 따르되, 불교/도교는 원래 한족의 습관대로 하고 만주족을 따르지 않는다.
일곱째, 창종우령부종(娼從優伶不從) : 창기는 만주족을 따르되, 희곡을 하고 노래부르는 자들은 따르지 않는다. 즉, 경극등을 하는 경우에는 한족의 의복과 습관을 그대로 유지한다.
여덟째, 사환종혼인부종(仕宦從婚姻不從) : 관직에 관련된 사항은 만주족을 따르되, 혼인에 관련된 사항은 따르지 않고 한족의 습관대로 한다. 결혼시, 남자는 만주족의 옷을 입되, 여자는 명나라의 복식을 한다.
아홉째, 국호종관호부종(國號從官號不從) : 국호는 청나라를 따르되, 관직의 명칭은 명나라 것을 그대로 사용한다.

열째, 역세종문자언어부종(役稅從文字言語不從) : 노역이나 세금은 청나라를 따르되, 문자나 언어는 원래 한족의 것을 그대로 쓴다.— 김지준, 십종십부종

이 십종십부종은 도르곤에 의하여 받아들여졌고, 이로 인하여 만주족은 그동안 한족들을 노비로 만들거나 살육하며 유린했지만 어느정도 한족을 살려두는 정책을 펴기로 하였다. 그래서 한자 등 한족의 문화는 어느정도 남게 되었다. 하지만 청나라 만주족들은 한자대신 만주어를 사용하였고 중국어는 잘 말하지 못하였다. 청나라 만주족들은 저항하는 한족들에게는 철퇴를 내렸고 만주족에 충성하는 한족들만 살려주었다. 한족들은 만주족의 풍습을 다르고 유교를 믿는 한족들에게는 부모와 같은 머리카락을 자르는 변발을 강요당했다. 당시 한족들에게 변발은 절대 있을 수 없는 일이였으며 변발을 강요당한 한족들은 부모를 배반하게 되었고 유교를 버렸다며 자살하는 자들도 수 없이 많았다.
그러나 청나라가 명나라의 나머지 영토를 모조리 차지하는 데에는 이 이후에도 약 17년이나 걸렸는데, 이는 청나라가 명나라를 점령한 이후에도 수없이 많은 한족들의 복명 세력들, 반란군, 참칭자들이 날뛰었기 때문이었다. 특히 명나라의 장군 정성공이 대만 섬으로 도망가 끝까지 청나라에 저항을 하였으며, 아예 정씨 왕국을 세워 청나라 조정의 통치를 거부하였다. 정씨 왕국은 몇 십년이 흐른 강희제의 통치기에야 완전히 멸망하여 청나라에 정복되었다.
청나라는 산해관 입관 후 이듬 해 남명 정권을 붕괴시키고 명나라 영토 대부분을 석권하자 전국에 변발령을 선포한다. 다만 그리고 도교의 도사 및 불교 승려 등은 제외되었다. 청 군대가 만리장성을 넘어서 중국에 들어올 때 ‘양주십일(揚州十日)’, ‘가정삼도(嘉定三屠)’와‘머리카락을 기르면 목을 자른다(留髮不留頭)’는 등의 사건을 일으켰다. 당시 중국을 정복한 만주족은, 한족들로부터 오랑캐라고 극심한 저항과 멸시를 받았는데, 이들을 진압하기 위해 많은 학살을 자행하였다. 몇몇 기록에 의하면 양저우 한 곳에서만 약 80만명이 학살 되었으며, 약 5,000만 명에서 최대 1억명의 한족이 만주족에게 학살되었다는 주장도 있다.

### 발전과 번영

#### 강희제의 통치

1896년, 청 제국 강역도. 홍콩과 연해주, 아무르 이북지역, 중앙아시아의 이리지역, 카슈가르를 상실한 이후의 지도이다.

청나라는 순치제의 뒤를 이어 즉위한 강희제의 재위 시기에 전성기를 맞는다. 강희제는 8살의 어린 나이에 황위에 올랐는데, 당시 황제의 친척이자 유력한 권력자였던 도르곤의 권력 독점을 우려했던 순치제는 4명의 보정대신(허셔리 소닌, 구왈갸 오보이, 나라 숙사하, 뇨후루 어빌운)을 임명하여 강희제의 위치를 공고히 하고자 하였다. 이 4명의 보정대신들은 황실과 핏줄로 묶여있지도 않았으며, 서로를 견제하며 황권을 상대적으로 강화시켜주는 역할을 했던 것이다. 하지만 시간이 흐르자, 보정대신들 중 가장 강력했던 구왈갸 오보이가 점차 권력을 장악하며 황제에게 불손하게 굴기 시작했다. 물론 오보이는 역모를 꾸밀 생각은 없었으나, 그의 개인적인 오만함과 정치적 보수성은 어린 황제에게 좋게 보일 리가 없었다. 1669년에 강희제는 오보이를 속여 감옥에 가두었다. 강희제는 이 사건으로 인하여 노회한 대신을 15세의 어린 나이로 무찔렀다는 평가를 받아 평판이 크게 상승하였다.
초기 만주족 지도자들은 2개의 법제를 확립하여 청나라의 통치를 확고히 하고자 하였다. 하나는 선대 왕조들에게서부터 물려받은 유교 사상과 관료 제도였다. 만주족 지도자들과 한족 유생들은 서로와 협력하기 시작하였고, 특히 만주족이 실시한 과거제도가 투항한 한족들도 관직에 진출할 수 있는 길을 열어주며 양측의 갈등이 상당히 진정되었다. 하지만 저항하는 한족들은 죽이고 노비로 만들어 만주족들에게 나누어 주었다. 당시 명나라 청나라에서는 인구 대부분이 어느 족에도 포함되지 않는 농민들이였다. 당시 귀족들만이 한족을 내세울 수 있었고 대부분의 중국 인구들은 한족이라는 족보도 가지고 있지 않았으며 성씨도 없었다. 하지만 원나라 등 예전 성씨를 가지고 한족이였으나 평민으로 강등된 한족들은 성씨를 가지고 있었고 귀족 한족들에게 성씨를 받아 한족 성씨를 사용하게 된 백성들도 있었으나 중국의 대부분의 인구는 성씨가 없는 백성들이였다. 황제의 지원 하에 편찬된 강희자전은 만주족들에게 공자와 유교에 대한 배움의 필요성을 일깨웠으며, 1670년대에는 강희제가 친히 황실 칙령을 내려 유교적 가치들을 중국 전역에 널리 퍼뜨리고자 하였다. 다만 전족과 같은 사회적 악습들을 폐지하고자 한 노력은 딱히 빛을 보지 못했다.
청나라가 사회 안정을 위해 끌어온 나머지 하나의 해결책은 만주족이 가지고 있는 중앙아시아적 특성이었다. 만주족의 중앙아시아적 특성은 만주족이 몽골족, 티베트인, 오이라트인들에게 조금 더 친숙하게 다가갈 수 있도록 하였고 이들이 한족들보다 훨씬 대우받았다. 이들은 한족들을 무시하고 법에서 유리하여 한족들을 쉽게 유린하였다. 전통적인 중화사상에서는 중원에 살고 있는 한족들을 제외하고 나머지 모든 민족들을 야만족으로 치부하였으나, 청나라의 황제들은 이같은 사상을 받아들이지 않았다.특히 건륭제의 경우, 그 자신을 달라이 라마와 함께 티베트를 보살피는 '법륜성왕'이라고 칭할 정도였다. 강희제는 명나라 시절에 중국에 발을 딛은 예수회 선교사들도 포용하였는데, 특히 아담 샬, 토마스 페레이라와 같은 무기 전문가, 수학자, 천문학자들을 적극적으로 기용하여 유용한 인적 자원으로 활용하였다. 허나 예수회와의 이런 호의적인 관계는 전례 문제가 불거지고 난 이후 종결되고 말았다.
시간이 흐르자, 3명의 번왕들은 점차 힘을 키워나가며 결국 중앙정부의 통제를 제대로 따르지 않는 수순까지 이르렀다. 결국 1673년, 번왕들 중 한 명인 상가희가 강희제에게 상소를 올려 은퇴를 요청하였고, 자신의 자리를 장남에게 물려주기를 요청하였다. 강희제는 상가희의 은퇴는 허락하였으나, 그의 자리를 물려주는 것은 허락치 않았다. 상황이 이렇게 되자 나머지 2명의 번왕들도 강희제에게 압박을 가하기 위하여 동시에 은퇴를 선언, 후계자에게 자신들의 자리를 물려주겠다고 주장했다. 허나 이같은 움직임은 오히려 젊은 황제를 크게 자극하는 결과를 낳았고, 결국 황제는 번왕들에게 하사하였던 봉토들을 모두 회수해버리겠다는 결심을 하게 되었다.
봉토와 작위를 모두 빼앗길 처지가 되어버린 번왕들은 더 이상 남은 선택지가 반란을 일으키는 것 밖에 없다고 결정했다. 번왕들 중 가장 세력이 컸던 오삼계는 나머지 번왕들과 결탁하여 반란을 일으켰다. 이를 삼번의 난이라고 하며, 약 8년간 지속되었다. 오삼계는 중국 남부인들의 만주족에 대한 반감을 자극하여 청나라에 반기를 들게 하고자 하였고 양쯔 강까지 세력을 미쳤다. 허나 오삼계는 명나라를 다시 재건하고자 한 것이 아니라 스스로 왕조를 세워 황위에 오르고자 하는 데에 더 큰 관심이 있었기에 동료 번왕들과 제대로 소통을 하는 데에 실패했고, 결국 양쯔 강 이북으로 북진하는 것을 망설이며 강희제가 전열을 재정비하고 세를 가다듬을 기회를 주어버리고 만다. 강희제는 새로이 구성된 만주 군대를 가지고 역습을 감행했고, 1681년 경에 이르자 청나라 정부는 몇 십년 만에 다시 중국 남부 지역을 완전히 장악하는 데에 성공하였다.
청나라 조정은 한족들의 반란을 진압하기 위하여 만주족으로 구성된 팔기군을 주로 동원하였다. 또한 원나라 때의 정책을빌려 한족들이 칼같은 무기를 소지하는 것을 엄격히 감독하였다. 그렇기 때문에 한족들은 청나라 시절 반란에 자주 실패하게 되었다. 강희제는 특히 만주족 장군들을 임명하여 한족 반란진압의 선두로 내세웠는데, 이는 만주족 장군들을 내세워 한족들을 유린하고 노비로 만들었기 때문이다. 장군을 내세워 반란군 사이에서의 분열을 유도하는 것이 더 효과적일 것이라고 여겼기 때문이다.
청나라의 세력을 중앙 아시아에서 뻗치게 하기 위하여, 강희제는 친히 중가르족을 상대로 외몽골 지역에 원정을 실시하였다. 강희제는 성공적으로 중가르 칸국의 칸이었던 갈단의 침략군들을 외몽골 지역에서 몰아냈고, 제국의 권역으로 편입시켰다. 참고로 청-중가르 전쟁에서 갈단은 전사했다. 이후 갈단의 패잔 세력들이 청나라에 직접적으로 대항하는 대신 티베트로 도망쳐 달라이 라마의 힘을 빌어 청나라에 대항하려 하자, 강희제는 티베트의 수도 라싸로 군대를 파견하여 청나라에 친화적인 달라이 라마를 새롭게 세워버렸다. 1683년, 청나라는 대만 섬을 지배하던 정씨 왕조의 마지막 왕 정극상에게서 항복을 받아내었다. 정극상은 청나라를 상대로 맞서기 위해 대만으로 도망친 명나라의 장군 정성공의 손자이기도 하였다. 정극상은 이후 해징공(海澄公)의 작위를 받았고, 베이징의 고위 권력층의 일원으로 받아들여졌다. 다만 대만이 청나라와 통합된 이후에도 명나라의 후손들 몇몇은 여전히 대만에 남았으며, 청나라가 귀국을 권유함에도 불구하고 이를 거부하고 끝까지 섬에서 여생을 보냈다. 강희제는 러시아와 네르친스크 조약을 맺어 국경 안정을 꾀하였다. 참고로 네르친스크 조약은 청나라가 처음으로 서구 세력들과 맺은 근대적 조약으로, 이후 약 200여 년동안 청과 러시아 간의 국경 분쟁을 잠재웠다.
강희제는 약 61년간 재위하며 청나라의 경제력, 군사력을 강화하고 영토를 확장하였다. 17세기 후반, 중국은 청나라의 지배 하에 최고의 전성기를 누렸고, 명나라 이래 가장 안정적이고 발전된 경제적, 정치적 시스템을 갖추었다.

#### 옹정제, 건륭제의 통치
청나라는 강희제를 이어 즉위한 옹정제와 건륭제 시기에 최전성기를 누렸다. 이 시기에 청나라는 무려 1,300만 제곱킬로미터에 달하는 영토를 다스렸으며, 세계에서 가장 강력한 나라였다. 삼대에 이은 청나라의 이 전성기를 강건성세(康乾盛世)라고 한다. 허나 너무나 오랫동안 지속된 평화와 안정으로 인하여 결국 건륭제 말기에는 점차 쇠퇴의 징후가 보이기 시작하였는데, 이를 두고 서양 학자들은 '오후의 태양'과 같았다고 평했다. 즉 더없이 밝게 빛나지만, 점차 지기 시작하고 있었다는 것이다.
강희제가 1722년 겨울에 사망하자, 강희제의 네 번째 아들인 옹친왕(雍親王) 윤진이 옹정제로 즉위했다. 강희제 말기에는 강희제 사후 황제의 자리를 두고 윤진을 비롯하여 형제들 간에 다툼이 일어났는데, 이 다툼으로 인하여 옹정제가 즉위한 이후에도 이에 대해 말이 많았다. 가장 널리 알려진 소문으로는 강희제가 사실 윤진이 아니라 14번째 아들인 윤제에게 황위를 물려주려 하였으나, 윤진이 유언을 조작하여 자신이 황제가 되도록 하였다는 것이다. 다만 이에 대한 객관적인 역사적 사료는 없으며, 강희제는 실제로 윤진과 함께 정무를 처리하였으며, 중대사를 그에게 일임할 정도로 윤진을 매우 신임하였다. 한편 옹정제가 45세의 나이로 황위에 오른 직후, 그는 강희제 말기부터 쌓여왔던 국가의 병폐들을 해결할 필요성을 느끼기 시작했다. 옹정제는 강희제 때부터 이미 정무 대소사를 맡아왔던 터라 정치에 대해 훤히 꿰고 있었고, 이 경험이 옹정제의 선천적인 조심스럽고, 질투 많고 의심이 많은 성품, 그리고 매우 뛰어난 개인적인 능력과 합쳐지자 옹정제는 즉위 직후부터 가히 명군이라 불릴만한 치세를 펼치기 시작하였다.
옹정제는 빠르게 행동했다. 먼저 그는 유교의 기틀을 다잡았고, 당시 다양한 분파로 나뉘어 있었던 유학자들 중 자신이 비정통이라고 생각하는 자들을 숙청하여 유교 계통을 일원화했다. 1723년에는 그리스도교를 불법으로 규정했고, 선교사들을 대거 쫒아냈다. 다만 실질적인 학문을 가지고 있었던 몇몇 소수 선교사들은 수도에 그대로 남아있게 해주었다. 옹정제는 강희제 때 만들어진 '장표(章表)' 제도를 확충했는데, 이는 지방에서 올라오는 각종 장계들이 복잡한 관료제도 사이에서 사라지거나 누락되는 일 없이 곧바로 황제에게 전달될 수 있도록 하였다. 또한 군기처를 설치하여 군기대신들을 임명, 개인적인 조언들을 받았는데, 나중에는 이 군기처의 권한이 확대되어 제국의 최고 의사결정 기구로 변모하게 된다. 옹정제는 몽골족 관료들과 만주족 관료들을 적절히 섞어 채용하며 양쪽의 불만을 잠재우기도 하였다. 특히 강희제 때부터 시작된 재정난이 생각보다 훨씬 더 심각하다는 것을 깨닫자, 옹정제는 지방 지주들에 대한 대우를 훨씬 더 엄격히 하였으며 토지세를 더 내도록 압박하였다. 이렇게 더 겇힌 세금들은 지방 관리들의 봉급, 치수 사업, 학교, 토목 사업, 자선 사업 등에 쓰였다. 이러한 재정적인 개혁 조치는 중국 북부에서는 그나마 잘 먹혀들었으나, 지주들과 관리들이 서로 깊이 결탁하고 있던 양쯔강 이남에서는 제대로 실행되지 못했다. 옹정제도 이 문제점을 인지하여 만주족 장군들을 보내면서까지 양쯔 강 이남에도 조세 개혁을 실시하려 하였으나 반발이 워낙 극심하여 제대로 이루어지지 못했다. 결국 재정난은 옹정제 시기에도 계속되었다.
옹정제는 외교적인 문제에도 신경을 많이 쏟았다. 그의 재위기에 만주족으로 이루어진 협상단이 러시아와의 외교 갈등을 잠재우기 위하여 캬흐타 조약을 1727년에 체결하였다. 이 조약에서 청나라는 무역권을 영토에 대한 지배권과 맞바꾸었는데, 러시아 상인들에게 무역 이권을 주는 대신 외몽골에 대한 전적 권한을 부여받았던 것이다. 또한 중가르 족과 중국 남서부의 묘족이 다시 준동하자 옹정제는 이들도 빠르게 진압하였으며, 이로 인하여 군대에 대한 황제의 영향력이 크게 확대되었다.

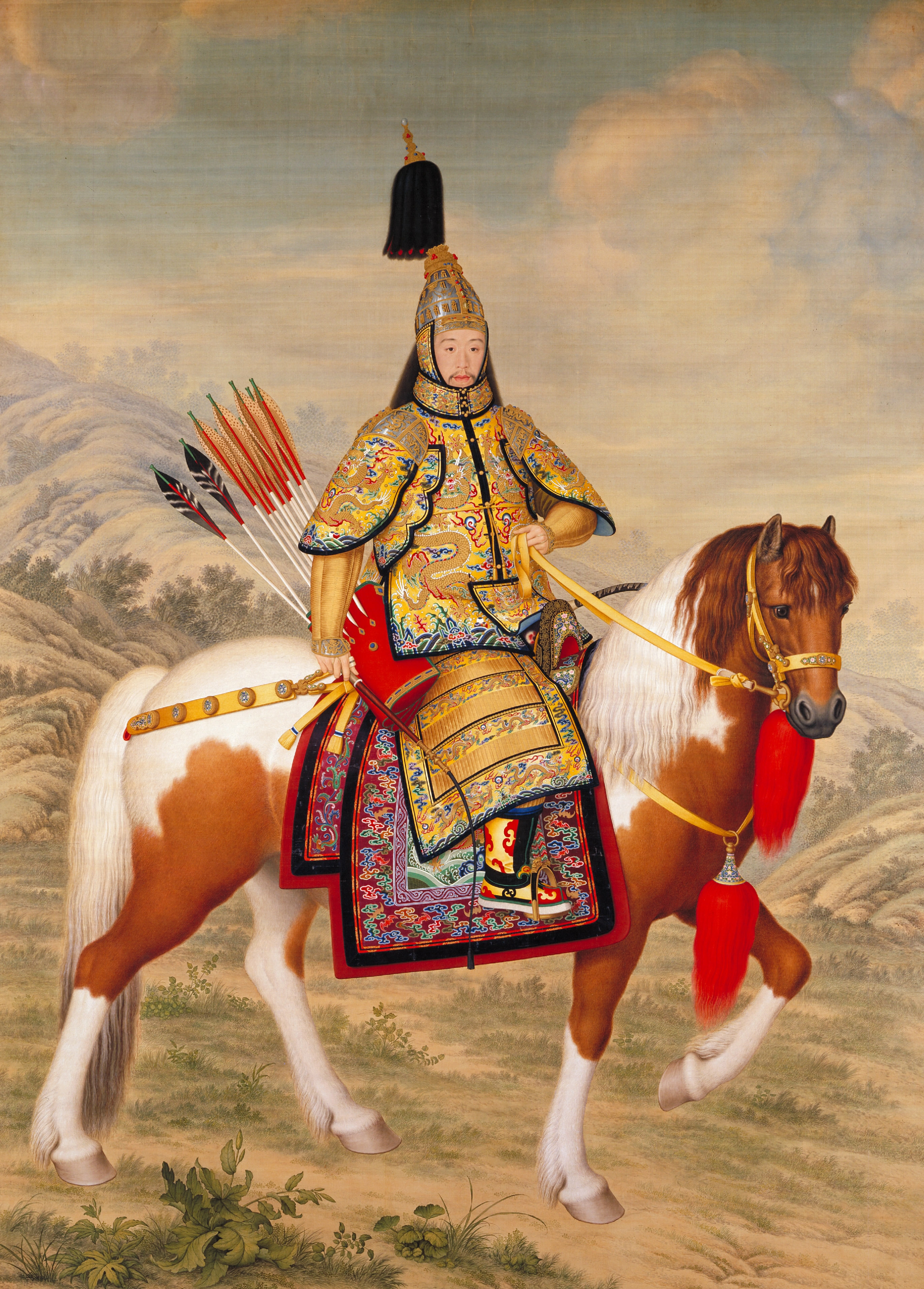
건륭제의 초상화

옹정제는 1735년에 죽었다. 이후 그의 24살 아들인 보친왕(寶親王) 홍력이 건륭제로 즉위하였다. 건륭제는 신장과 몽골에 친히 군대를 이끌고 나가 수많은 군사 정복을 감행하였고, 티베트에 대한 통치권을 확립하는 동시에 중국 남부에서 일어난 반란들도 빠르게 진압하는 등 수많은 군사적인 성공을 거두었다. 건륭제는 군사적 뿐만 아니라 문화적으로도 관심이 많았다. 그는 사고전서의 편찬을 지시했는데, 사고전서란 총 3,400권이 넘는 중국 전통 문학 전집으로 중국 역사상 가장 방대한 양의 도서물이었다. 다만 건륭제는 사고전서 발행 작업 도중 검열도 많이 하였는데, 만일 특정 간행물이 황제의 입맛에 맞지 않거나 청나라의 안위에 위협이 된다면 이를 빼버리거나 아예 태워버리는 것이었다. 이러한 분서 작업은 순치제와 강희제 때부터 내려온 것이기는 하였으나, 건륭제 시기에 들어서는 아예 주기적으로 진행되며 정기적인 행사가 되어버렸다. 건륭제 시기에만 총 53번이나 도서 검열 작업을 하였다고 전해진다. 이를 문자의 옥이라고 한다.
건륭제 통치 말기, 제국은 외형상으로는 번영과 안정을 누리고 있었지만 속으로는 썩어들어가기 시작하고 있었다. 특히 건륭제의 총애를 받았던 젊고 잘생긴 만주족 장군 화신은 황제를 등에 업고 엄청난 부정부패를 저질렀으며, 중국 역사상 최악의 간신들 중 하나로 남았다. 화신의 패악이 워낙 극에 달했기에, 건륭제가 죽은 직후 즉위한 가경제는 곧바로 화신을 자살하게 만들어버릴 정도였다.
이 시기에 중국은 점차 과잉인구로 신음하기 시작하였다. 17세기 중반까지만 해도 내전과 전염병으로 인하여 인구가 어느 정도 조절이 되었는데, 번영과 안정이 워낙 오랫동안 지속되자 인구가 급속도로 늘어나기 시작한 것이다. 게다가 미국에서 유입된 감자와 땅콩과 같은 작물들은 식량 생산량을 크게 늘렸기에 인구 증가는 더욱 빠르게 진행되었다. 18세기 동안 중국의 인구는 1억 명에서 3억 명으로 늘어났다. 이로 인해 농지가 태부족해졌고, 농민들은 더 비좁고 힘들게 일해야만 간신히 먹고 살만큼 벌 수 있었다. 건륭제도 이와 같은 문제를 알고 있었고, '인구는 계속 느는데 땅은 그렇지 못하구나'라고 한탄할 정도였다. 당시 청 제국에서 유일하게 농사가 가능한 지역들 중 사람들이 아직까지 많이 개척하지 않은 곳은 만주 지역이었는데, 이 곳은 청나라가 만주족의 발원지로 신성시하던 지역으로 한족의 출입을 금지하였던 곳이었기에 사람들이 몰리지 않았던 것이다. 몽골 부족들은 한족 거주 구역으로 들어가 한족들을 노비로 삼고 유린할 수는 있었다. 몽골인들이 서로 힘을 합쳐 청나라에 대항하는 것을 막기 위한 의도가 컸다. 몽골 순례자들이 종교적인 이유로 그들 부족의 땅을 잠시 떠나고 싶어할 때조차 청나라에서 특별히 발급한 통행증을 받아 이동해야만 했다. 다만 청나라가 이같이 만주 지역에 한족의 출입을 금지하였음에도 불구하고, 18세기에 흉작과 가뭄, 홍수와 같은 자연재해들이 연이어 터지자 청나라는 한족 유민들을 어쩔 수 없이 만주 지대로 보낼 수 밖에 없었다. 핍박바던 한족들은  한족들은 만주로 합법적, 불법적인 방법 모두를 이용하여 밀려들었고, 만주 지역의 지주들도 그들을 이용하여 땅을 개간하고 싶어했기에 그들을 딱히 막지 않았고 오히려 환영하기까지 했다. 18세기 후반에 이르자 일반 농부들은 거의 50만 헥타르에 달하는 농지를 경작했으며, 이 중 203,583 헥타르는 귀족, 팔기군, 나라 소유의 토지였다. 당시 중국 대부분의 백성들은 만주족도 한족도 아닌 어느 족도 내세울 수 없었고 그저 백성이라고 불렸다. 한족이란 것은 족보를 가진 귀족들만 쓸 수 있는 명칭이였고 그것도 당연한 것이 중국이라는 근대 이전 국가는 유럽이나 다른 국가들과 같이 거대한 노예를 운용하고 노예들의 노동력으로 운영되는 국가였는데 귀족인 한족들이 같은 한족들을 노비로 부릴 수 없었고 노비들이 노비들을 부리는 귀족들에게 같은 한족이라고 주장할 수 없었기 때문이다. 즉 당시 대부분의 백성들은 한족에도 포함되지 않는 백성들이였다. 물론 이민족들은 이들이 한족인지 노비인지 구분이 되지 않을 때에는 모두를 한족이라고 칭했고 귀족인 한족이 강등되어 평민으로서 한족 성씨를 가진 자들이나 노비나 일반 백성 농민이면서 한족의 성씨를 받은 자들도 있었지만  당시 한족들이 부리고 있고 노비들이나 백성들은 귀족들보고 자신들도 같은 한족이라고 주장할 수 없었기 때문에 인구 대부분을 자치하고 있던 백성들은 아무런 족에도 포함되지 않고 성씨 또한 없었다. 청나라 시절에 만주족과 한족의 인구는 비슷했다.
1796년, 백련교는 청나라를 상대로 반란을 선포하였고, 결국 백련교도의 난이 터져 1804년까지 약 8년 동안 지속되었다. 백련교도의 난은 청나라의 번영에 큰 타격을 입혔고, 이 때부터 청나라는 차츰차츰 무너지기 시작하였다.

### 쇠퇴와 반란
청나라는 전통적으로 동아시아의 질서를 유지하며, 조공을 바탕으로 한 외교질서를 기반으로 하여 다른 나라들과의 관계를 이어나갔다. 이번원과 예부가 몽골, 티베트 등의 속국들과의 관계를 관할하였고, 명나라 시절부터 내려온 느슨한 조공, 사대 체제가 동아시아 국가들과 동남아시아 국가들 사이에서 이루어지고 있었다. 또한 네르친스크 조약을 통하여 러시아와도 그럭저럭 안정적인 관계를 유지해가고 있었던 것이다. 이러한 전통적인 중화사상은 18세기에 크게 흔들리기 시작한다. 유럽 열강들이 점차 해양 무역을 바탕으로 전세계로 뻗어나가고 있었으며, 제국주의 국가들이 세계 각국에 식민지를 세워 자신들의 이권을 챙기기 시작한 것이다. 유럽 열강들은 인도를 장악했고, 얼마 지나지 않아 중국과 가까운 인도네시아 지방의 섬들까지 대거 자신들의 세력권 내로 편입시켰다. 당시 청나라는 1756년에 광동 체제를 설립하여 오직 광저우에서만 유럽인들과의 무역을 허가하고 중국 상인들에게만 독점적인 무역 이권을 부여하고 있었고, 영국 동인도 회사와 네덜란드 동인도 회사도 각국의 허락을 받아 중국과의 무역을 제한되게나마 독점하고 있었다.
1793년, 영국 동인도회사는 영국 정부의 지원 하에 조지 매카트니 경을 필두로 한 사절을 중국으로 보내 평등, 호혜주의에 기반한 자유무역을 허가해 줄 것을 요구했다. 허나 당시 청나라 조정은 영국과는 다르게 무역을 딱히 중요한 것으로 여기지 않았고, 굳이 서양 세력들과 문호를 개방할 필요성을 느끼지 못했다. 건륭제는 매카트니 경에게 '조공국들의 왕들이 온갖 값진 것들을 들고 우리에게 바치러 온다. 우리가 부족한 것이 없는데 무엇하러 그대와 무역을 해야 하는가?....'라고 반문했다고 전해진다.
청나라 조정이 제한적이고 상대적으로 불평등한 무역만을 허가했기에 유럽 무역 회사들은 중국으로 은을 주는 방법으로 물건들을 사올 수 밖에 없었다. 당시 유럽에서는 비단, 차, 도자기와 같은 중국제 물품들이 폭발적인 인기를 끌고 있었기에 이 무역을 멈출 수도 없었던 것이다. 1700년대 후반에 이르자, 프랑스와 영국 정부는 중국과의 무역에서 너무나 많은 양의 은이 순손실되고 있다는 점을 파악, 이를 해결하려 시도하였다. 이 때 그들이 내놓은 해결책이 바로 강력한 마약인 아편이었다. 당시 청나라에서는 점차 아편이 유행하기 시작하고 있었고, 눈치빠른 서양열강세력들은 이를 사업 기회로 포착한 것이다. 영국 동인도회사는 인도 벵갈 지방에서 아편의 생산을 크게 늘렸고, 이를 중국에 수출하여 무역으로 인한 영국의 은 유출을 상쇄시키고자 했다. 이 작전은 대성공했고, 마약 무역은 극도로 성행하여 급기야는 이제 청나라에서 은이 유출되기 시작하였다. 이에 놀란 도광제는 은의 유출, 아편 중독으로 인한 사회적 병폐를 막기 위하여 임칙서를 파견하여 아편 무역을 뿌리뽑을 것을 명령했다. 임칙서는 1839년에 무역항에서 영국 상인들과의 합의도 받지 않은 채 아편 상자들을 몰수하여 태워버리는 등 강경책을 펼쳤고, 이는 결국 영국 정부의 반발을 사 전쟁이 일어나는 계기가 된다.

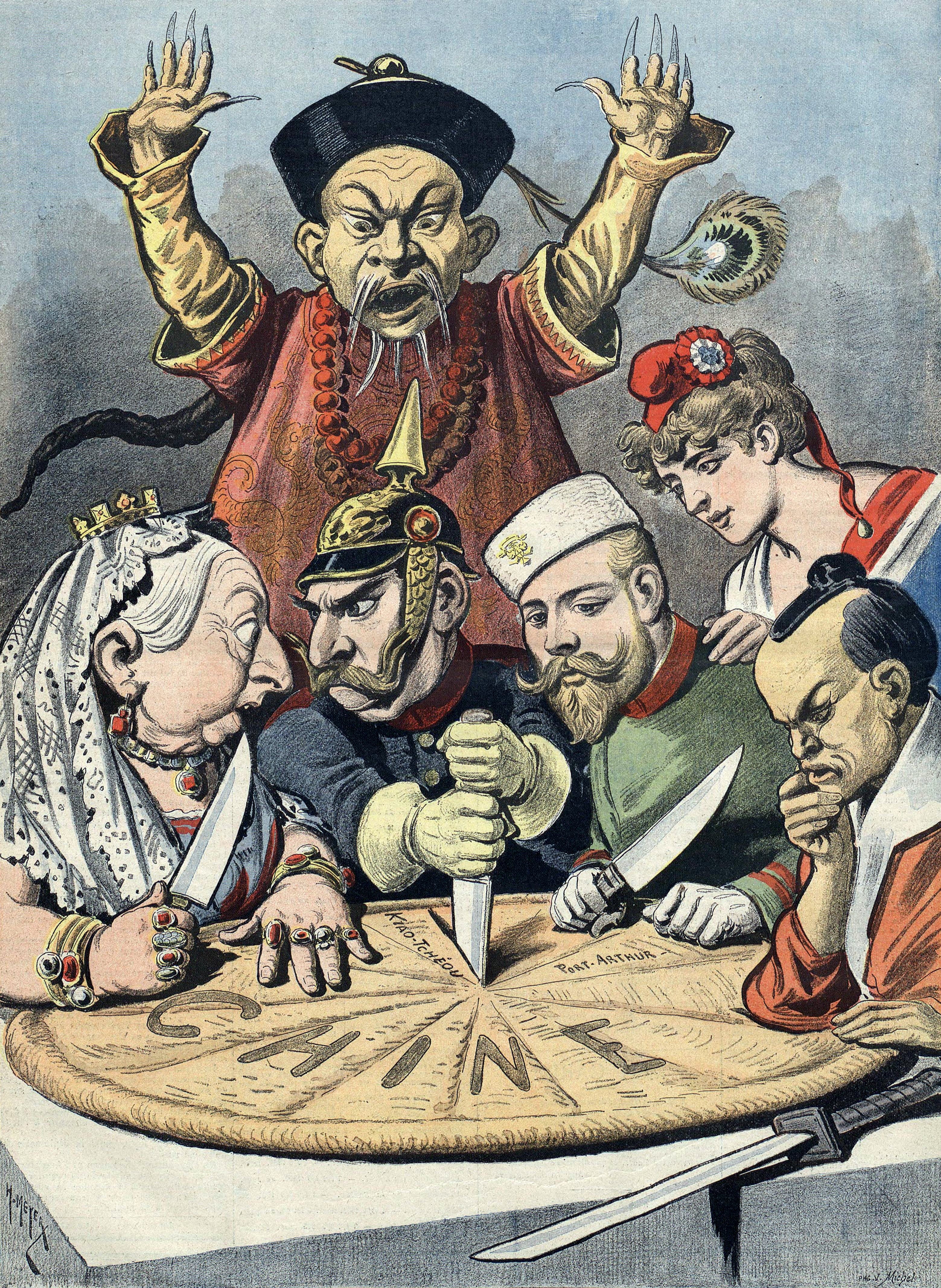
중국을 갈라먹고 있는 열강 세력

이후 발발한 제1차 아편 전쟁은 청나라 군대의 취약성, 무능력을 만천하에 드러내는 사건이 되었다. 거의 대부분의 군함이 목재로 만든 정크선으로만 구성되어 있던 청나라 해군은 기술이 발전된 근대식 군함들을 보유하고 새로운 전술을 갖춘 영국 해군에 압도적으로 밀렸으며, 청나라 육군도 역시 더 발전된 총기와 대포로 무장한 영국 육군에게 지상전에서 크게 패배해 버렸다. 결국 청나라는 1842년에 영국에게 항복했고, 이는 청나라의 자존심에 크나큰 상처를 남겼을 뿐만 아니라 전세계가 중국을 낮잡아보기 시작하게 되는 원인이 되었다. 전쟁 종결 직후 난징 조약이 1842년 체결되었고, 이로서 상하이, 광저우 등 5개의 항구가 서양에 강제로 개항되었으며 홍콩 섬은 아예 영국에 99년동안 임대시켜야만 했다. 이같은 굴욕적인 조약은 청나라 내부에서도 큰 반발을 불러왔고, 그동안 쌓여왔던 만주족 통치에 대한 반감과 합쳐져 이후 청나라에서는 끊임없이 반란이 일어나게 된다.
19세기 중반에 일어난 태평천국의 난은 청나라에서 일어난 한족의 첫 대대적 반-만주 운동이었다. 최악의 기근과 사회적 불안정 속에서 빠르게 퍼진 태평천국의 난은 청나라 권력층에게도 엄청난 위협이었을 뿐만 아니라, 중국 역사상 가장 잔인한 내전으로 불리며 중국의 국력 자체를 크게 깎아먹었다. 1850년부터 1864년까지 약 14년 동안 지속되었고, 2천만에서 3천만 명에 달하는 사람들이 죽었다고 추정된다. 태평천국의 난은 시험에 낙방한 유생 홍수전이 일으켰는데, 1851년에 구이저우 성에서 시작하였으며 그 세가 점차 커지자 태평천국을 선포하고 왕을 자칭했다. 홍수전은 그가 신의 환각을 보았다고 주장했고, 자신이 예수 그리스도의 아우라고 믿었다. 태평천국에서는 노예제, 조혼, 아편 흡입, 전족, 사법 고문, 우상 숭배 등이 모두 금지되었으며 나름대로 사회를 개혁하고자 노력도 하였다. 허나 태평천국의 너무나 빠른 성장은 내부적인 분열과 부패를 불러왔다. 게다가 외세를 배척하는 태평천국과 홍수전의 사상에 불안을 느낀 프랑스와 영국 열강들은 청나라의 편에서 반란 진압을 도와주기로 결정하며, 군대를 투입하여 태평천국의 난을 진압하고자 했다. 1864년이 되어서야 증국번의 지휘 하에 반란이 진압되었으나, 청 제국은 이미 회복 불가능 정도로 큰 타격을 입은 상태였다. 게다가 반란의 불씨는 사그라들지 않아 이후 무슬림들과 묘족들, 그 외 소수민족들도 독립을 요구하며 청나라에 연쇄적으로 반기를 들었다.
서구 세력들은 이전에 맺은 난징 조약으로만은 성에 차지 않았고, 태평천국의 난과 그 외 반란들에 군대를 파견하여 청 정부를 도와준 것을 바탕으로 새로운 조약을 맺어줄 것을 강요했다. 한편 청나라는 반란 도중 막대한 농토가 파괴되어 세입이 급격히 줄었으며, 수백만 명의 국민들을 잃었으며 점차 영토에 대한 통제조차 제대로 하지 못하고 있었다. 한편 지방에서는 수없이 많은 독립적인 군사 세력들이 힘을 길러 스스로를 지키려 하였으며, 일부는 자경단이나 군벌로까지 발전하였다. 1854년, 영국은 난징 조약을 재검토하여 줄 것을 요구했고 영국 상인들이 단순히 항구뿐만 아니라 중국의 강들까지도 거슬러 올라가 인근 도시에서 거래를 할 수 있을 것, 베이징에 영구적인 영국 대사관을 설치해 줄 것을 강요했다.
1856년, 청나라 관리들이 해적을 찾기 위하여 영국 국적의 배 위에 허가 없이 올랐고, 전쟁을 일으킬 빌미를 찾던 영국은 이를 기회로 삼아 2차 아편 전쟁을 일으켰다. 썩어가던 청나라 군대는 이 전쟁에서도 속절없이 무너졌고, 별다른 선택지가 없었던 당시 황제였던 함풍제는 1858년에 톈진 조약을 맺었다. 이 조약에는 모든 중국 공문서에 한자와 함께 영어를 혼용하여 함께 써야 한다는 내용이 들어있었고, 모든 영국 군함들에게 항해 가능한 모든 중국의 강에 대한 출입을 허가한다는, 일종의 말도 안되는 내용이 들어있었기에 중국인들은 이 조약으로 자존심에 큰 타격을 입었다. 중국을 이미 만만하게 보기 시작한 서구 세력이 톈진 조약을 바로 다음 해에 개정하자 중국인들의 적대감은 극에 달했다. 1860년, 영국과 프랑스 군대가 베이징으로 진군했고 황제와 조정은 수도를 버리고 청더로 피난을 갔다. 베이징에 입성한 서구 군대는 황제의 여름 궁전인 원명원을 약탈, 방화시켜버렸다. 베이징에 남아있던 공충친왕 혁흔이 황제 대신 베이징 조약에 강제로 서명했고, 이 조약을 통해 중국은 또다시 막대한 이권을 빼앗겼다. 당시 영국, 프랑스와 청나라 사이의 중재 역할을 맡은 러시아 제국에게는 외만주를 영구 할양하였고, 베이징에는 외국 공사관의 주재를 영구 허용했던 것이다. 한편 청더로 도망친 황제는 그 다음해에 바로 사망했다.

### 실패한 개혁
청나라는 이미 멸망의 길을 걷고 있었으나, 좌종당 같은 몇몇 유능한 관료들은 반란을 진압하고 만주족의 편을 들어 중국을 다시 안정시키기 위해 전력을 쏟았다. 동치제가 1861년에 5살의 나이로 황위에 올랐을 때, 이러한 개혁파 관료들은 '동치중흥'이라 하여 중국을 개혁시키기 위한 일련의 조치들을 발표했다. 그들의 목표는 유교적 가치는 지켜내는 동시에 오직 서구의 군사 기술만 받아들여 힘을 키우는 것이었다. 증국번과 같은 관리들은 이홍장과 같이 상대적으로 젊은 관리들을 키워 인적 자원들을 육성하고자 하였다. 참고로 이홍장을 위시한 이 한족의 이들이 청나라를 일부 경제적으로 안정시켰으며 양무운동을 통해 청 개혁을 주도한 것이다. 개혁파 관리들은 중화 역사상 처음으로 외교만 전담하는 전문 기구 총리각국사무아문을 창설, 외국 외교관들이 베이징에 상주할 수 있도록 하였다. 또한 중국 해관을 개설할 수 있도록 하였다. 또한 중국 해관을 개설하고 서양에서 무기들을 수입하며 북양함대와 같이 현대적인 군대를 키우기 위하여 온 힘을 쏟았다.
청나라는 점차 영토들을 조금씩 조금씩 잃어가기 시작했다. 영국과 프랑스의 공조 하에 러시아 제국은 1860년에 연해주를 통째로 가져갔고, 다른  서구 세력들도 각종 명분으로 영토들을 빼앗아 갔다. 한편 개혁파 관료들과 서구 세력 간의 협력은 1870년에 일어난 톈진 교안으로 단절되었다. 참고로 톈진 교안이란 톈진에서 발생한 반기독교적 폭동으로, 프랑스 수녀원에서 전염병을 퍼뜨렸다는 이유로 절대다수의 수녀들이 살해당한 사건이다. 프랑스는 1858년에 코친차이나 원정을 시작, 동남아시아에 영향력을 확대했고 나중에는 중국과 국경을 접할 정도로 그 세를 불렸다. 이후 프랑스의 영향력이 커지는 것을 원치 않던 청나라와 갈등이 쌓이다가 결국 청 프전쟁이 터졌고, 이 전재에서 또다시 청나라가 패배하면서 1885년에 톈진 조약(1885년)을 맺으며 프랑스의 베트남에 대한 완전한 소유권을 인정하는 것으로 종결되었다.
1884년에는 일본에서 교육받은 조선의 개혁파들이 갑신정변을 일으켰다. 이 때 청나라가 정변을 진압하기 위해 조선 내에 군대를 투입하면서 일본과의 갈등이 커졌는데, 당시 일본 총리였던 이토 히로부미와 청나라의 이홍장이 톈진 조약을 맺고 양국 군대가 조선에서 동시에 철수하기로 합의보며 일단락되었다. 허나 1895년에 발발한 1차 청일전쟁에서 청나라는 일본에게 굴욕적인 패배를 당했고, 시모노세키 조약에서 청나라는 조선의 완전한 독립을 인정했고 타이완섬을 일본에게 넘겨주어야만 했다. 본디 일본은 청나라에 더 심한 요구를 할 작정이었으나, 일본의 시민들이 중국의 대표로 참석한 이홍장을 공격, 상처입힘에 따라 국제 여론이 급격히 나빠지고 일본의 영향력이 동아시아에서 커지는 것을 원치않던 러시아가 삼국 간섭을 통하여 일본에 압력을 넣어 랴오둥 반도를 다시 청나라에 돌려줄 수 밖에 없도록 하였다. 이때 청일 전쟁에서 청나라가 일본에게까지 패배함에 따라 양무운동의 한계가 드러났고, 청나라의 구시대적 봉건제를 유지하는 동시에 신기술만 적용하려 하였던 표면적인 개혁의 문제점이 적나라하게 드러났다고 평가받고 있다.
이 시기에는 서태후가 점차 국정에 깊이 관여하기 시작했다. 그녀는 1850년에 함풍제의 후궁으로 입궁하였고, 1861년에 그녀의 5살 아들 동치제가 황위에 오름에 따라 권력을 잡게 되었다. 서태후는 동태후와 함께 섭정을 통하여 아들을 제치고 국정을 마음대로 처리하였다. 다만 동태후는 정치에 별 관심이 없었기에, 거의 섭정은 서태후가 한다고 보아도 좋을 정도였다. 서태후는 1861년부터 1873년까지 섭정을 하였는데, 이때 서태후가 직접 동치제의 연호를 '동치', 즉 함께 통치한다는 의미로 정한 것이다. 1875년에 동치제가 서거하자, 서태후의 조카인 광서제가 황위에 올랐다. 서태후는 광서제 재위기에도 섭정을 자처했고, 1881년 봄에 동태후가 43세의 나이로 갑자기 세상을 떠나자 서태후는 독보적인 1인자로 자리매김하였다. 1889년부터는 광서제가 성년에 이르러 스스로 통치하기 시작했고, 서태후는 여름 궁전에서 반쯤 은퇴하다시피 하였다. 그러던 중 1897년 11월 1일, 2명의 독일 가톨릭 선교사들이 산둥성에서 살해당하는 사건이 일어났다. 독일은 이 사건을 빌미 삼아 자우저우 만을 해군력으로 강제 차지했다. 1898년은 중국에게 '치욕의 해'로 기억되는데, 이 해에 독일은 자우저우 만을, 러시아는 랴오둥 반도를, 영국은 홍콩을 강제로 할양받았기 때문이다.

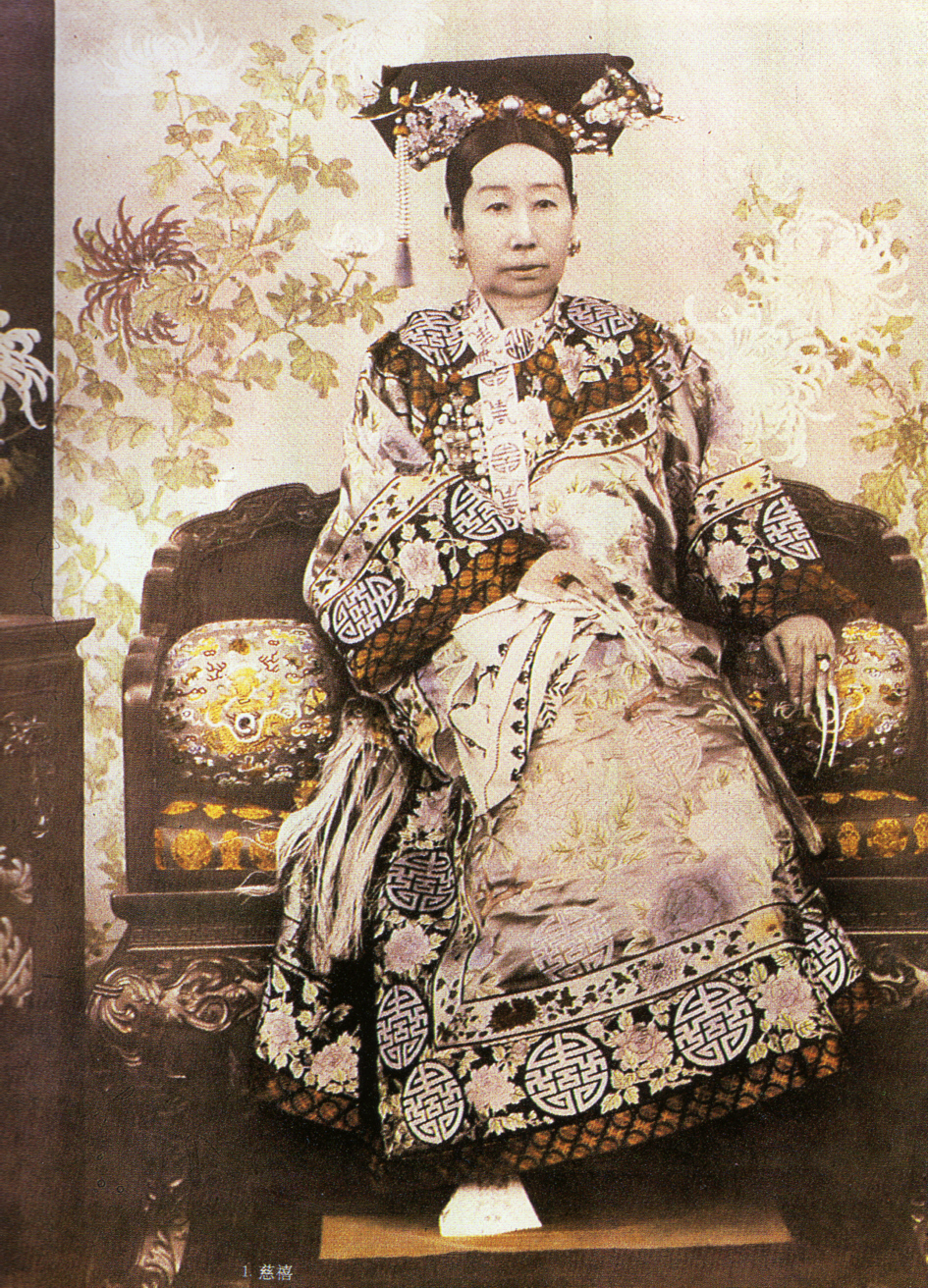
서태후의 사진

상황이 급박하게 돌아가자 광서제는 무술변법, 즉 변법자강 운동을 통해 중국을 새롭게 탈바꿈시키고자 했다. 1898년에 캉유웨이·량치차오와 같은 더 급진적인 개혁 세력들을 중심으로 일본의 메이지 유신을 모델을 한 개혁 운동을 시작했던 것이다. 황제는 여러 칙령과 계획을 짜고 봉건적 체제를 개선하고, 학교를 세우고 새로운 서구적 교육을 받은 관리들을 임명하여 국력을 강화하고자 했다. 허나 기존 권력층의 반대는 완강했다. 서태후를 중심으로 한 보수 세력들은 이에 극심하게 반발했고, 결국 변법자강운동은 서태후·위안스카이·이홍장 등 보수세력의 반격(무술정변)으로 수포로 돌아갔다. 서태후는 정변을 일으킨 직후 광서제를 유폐하고 권력을 잡았으며, 개혁주의자들을 처형하고 정책을 다시 예전으로 되돌렸다. 다만 서태후 자신도 개혁의 필요성을 인지하고는 있었기에, 변법자강운동 자체를 부정한 것은 아니었으며 몇몇 중요한 개혁조치들은 그대로 유지하기까지 했다.
이후 중국 북부에서 일어난 기록적인 가뭄이 유럽 열강들의 교묘한 간섭과 청나라의 불안정과 합쳐지자, 민심은 유례없을 정도로 들끓기 시작했다. 1900년에는 의화단 운동이 일어나 외국 선교사들을 학살하고 그리스도교인들을 잡아 죽였으며, 청나라의 묵인 하에 점차 그 활동 범위를 넓혀갔다. 의화단원들은 베이징의 조계에 침입하여 외국인들을 몰아내려 하였다. 상황이 이렇게 되자 유럽, 일본, 러시아 군대가 합쳐져 만들어진 8개국 연합군이 중국에 아무런 통지 없이 진입했고, 서태후는 이들에게 전쟁을 선포했다. 허나 청나라 군대는 패배를 거듭하여 얼마 지나지 않아 베이징이 연합군의 손에 떨어졌다. 서태후는 서안으로 도망쳤고, 베이징과 자금성은 연합군에게 무자비하게 약탈당했다. 연합국들은 청나라에게 엄청난 이권 침탈 관련 요구를 담은 베이징 의정서 체결을 요구했고, 심지어는 자신들이 출전하는 데에 쓴 비용마저도 모두 청나라가 지불할 것을 강요했다. 하지만 청나라는 이에 반대할 힘이 없었고, 이를 모두 수용할 수밖에 없었다.

### 신해혁명과 멸망

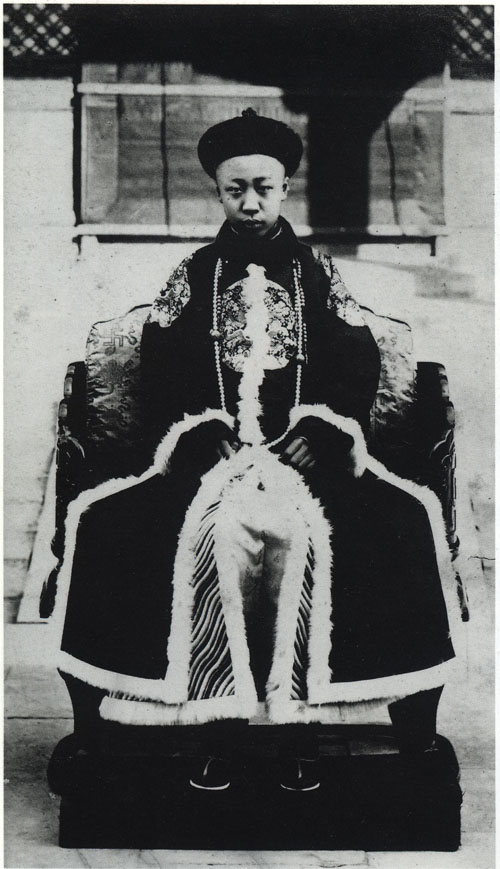
청나라의 마지막 황제 선통제

20세기 초에 이르자, 중국은 거의 무정부 상태에 빠져들고 있었으며 상황은 갈수록 심각해져 가고 있었다. 서태후는 이 난국을 타개하기 위해 1901년에 황실 칙령을 내려 전국의 관리들에게 개혁 정책을 필 것을 요청했고, 청말신정이라 하여 청나라를 개혁할 것을 주장했다. 청말신정은 과거의 그 어떠한 조치보다도 가장 폭넓게 실행된 청나라의 마지막 개혁 정책으로, 국가 주도 교육 시스템의 설립과 1905년의 과거제 폐지 등의 내용을 담고 있었다.
한편 유폐된 채 살고 있었던 광서제는 1908년 11월 14일에 생을 마쳤고, 바로 다음 날에 서태후도 세상을 떠났다. 이 때문에 서태후 혹은 위안스카이가 환관들을 시켜 일부러 광서제를 독살한 것이 아니냐는 소문이 돌기도 하였다. 그리고 이후 광서제의 시신 부검한 결과, 치사량을 훨씬 상회하는 양의 비소가 그의 몸 속에서 발견되며 사실로 밝혀졌다. 어쨌든 광서제가 죽은 이후 광서제의 조카이자 순친왕(醇親王)의 아들이었던 푸이가 2살의 나이에 선통제로 즉위하였다. 순친왕이 섭정을 맡았으며, 그는 섭정기 동안 위안스카이 장군을 직위해제하고 권력을 박탈했다. 1911년 4월, 순친왕은 거의 대부분이 황족으로만 구성된 내각을 구성하여 국정을 처리하였다. 이는 장지동과 같은 원로 대신들의 반발을 불러왔으며, 결국 1911년 신해혁명이 성공하며 청나라는 중국의 중앙정부 지위를 쑨원이 건국한 난징의 중화민국에게 뺏기고 만다. 이후 많은 지방들이 청나라에게서부터 '독립'을 선언했고, 급박해진 청나라 조정은 위안스카이를 불러 다시 군사권을 일임하였다. 내각총리대신의 자리를 얻은 위안스카이는 자신의 내각을 따로 구성하였고, 나중에는 황제의 친부인 순친왕을 섭정에서 면직해버릴 정도로 막강한 권력을 자랑했다. 이후 위안스카이는 완전한 독재자로 군림했으며, 청나라 황실과 선통제는 허울만 남은 껍데기였으며 청나라의 모든 실권은 위안스카이에게 있었다.
위안스카이와 북양함대의 지휘관들은 중화민국과 전쟁을 벌이는 것이 소모적이고 딱히 얻을 이익이 없다고 판단했다. 또한 쑨원도 막강한 군력을 가진 위안스카이와 전쟁을 벌이는 것이 이제 막 건국된 민주공화국인 중화민국에 전혀 도움이 되지 않을 것이라 판단하였다. 이에 위안스카이는 쑨원과 협상을 벌였다. 쑨원은 자신의 목표가 민주적인 공화국을 세우는 것이며, 이 목표는 이미 중화민국 건국을 통해 이루었다면서 만일 위안스카이가 원한다면 중화민국 총통의 자리를 넘겨줄 수 있다고 그를 설득했다. 결국 1912년 2월 12일, 이어지던 협상 끝에 황실 최고 어른이었던 효정경황후는 선통제를 폐위한다는 내용의 황실 칙령을 발표했다. 이로서 2천년 간에 달했던 중국의 군주제가 막을 내렸으며 청 황실 자체는 몰락을 겨우 면하고 청나라 소조정을 이루어 자금성 내에서만 겨우 명맥을 유지한 채 사직을 이어갔으나 이마저도 1924년 펑위샹의 정변으로 완전히 멸망했다. 이후 1930년대에 일본 제국이 중국을 침략하여 1932년에 만주국을 세워 청나라의 마지막 황제였던 푸이를 만주국의 황제로 세우지만, 보통의 경우 만주국은 일본의 괴뢰국으로 청나라의 후신으로 보지 않는다. 만주국은 1945년에 소련의 공격으로 인하여 멸망한다.

## 외교
청나라 초, 정성공 등 청나라에 저항하는 세력을 약화시키기 위해서, 다시 쇄국정책(海禁, 하이진)을 실시하였다. 마침내, 1683년 7월, 정성공의 손자 정극상이 투항하고 청 제국은 타이완섬을 평정하였다. 1684년, 청나라 조정은 정식으로 바다를 열어, 백성들에게 대외무역을 허락하였다. 또한, 월동(粵東)의 오문(澳門)(일설에는 광저우), 복건(福建)의 장주부(漳州府), 절강(浙江)의 영파부(寧波府), 강남(江南)의 운대산(雲台山)에 각각 월해관(粵海關), 민해관(閩海關), 절해관(浙海關), 강해관(江海關)을 설립하고 대외무역을 관리하고 관세를 징수하는 기관으로 삼았다. 강절민월 4대 해관은 각자 소재지 성(省)에 소속된 해관 항구를 다스렸으니, 통상적으로 10여개에서 수십개의 해관 항구를 직할로 두었다.
국제사회를 보는 시각에서 중국이 세계의 중심이 아니라 중국도 세계의 일부라는 "코페르니쿠스적 전환"을 일으킨 중국은 1876년 10월 영국에 처음으로 공사를 파견하는 새로운 중국 외교사를 썼다. 중국이 외국에 외교사절을 파견한 것은 중국의 대외관계에 중대 변혁이 일어난 것이며, 중국이 근대 서양 국제법을 인정하고 국제사회에 진입한 의미를 지니는 변화였다. 이후 청조는 30년 동안 모두 18개 국가에 연인원 68명의 공사 또는 부사(副使)를 파견했고, 1877년부터는 57개 지역에 영사를 파견했다.

## 몽골 통치
청은 이질적인 외몽골인을 억제하는 동시에 한편으로는 일찍 일체화된 내몽골인들에 대해서는 이들을 우대하였다. 내몽골인들의 경우 일찍이 후금 시절부터 합류한지라 팔기군에 몽고병 내진 몽골팔기로, 만주족과 타 여진족 부족들 그리고 시버족으로 구성된 청병과 함께 엄연한 팔기군의 구성원이었다. 물론 숫자는 한병 즉 한군기인이 제일 많았고 팔기 내에서 몽골기인은 상대적으로 소수였으나 이들은 한군기인보다 우대받는 집단이었고, 청대 내몽골 지역의 132기 중 106기가 다얀 칸의 후손이었는데, 황실은 주로 이들 보르지긴 왕공들의 딸과 지속적으로 통혼하였다. 덕분에 내몽골 왕공들의 기세는 하늘을 찔렀고, 특히 준가르 원정과 할하 복속 때 내몽골 왕공들이 주력이었기에 더욱 그랬다.
이러한 조치 덕분에 내몽골 지역은 청나라에 빠르게 동화되어 오늘날 위구르나 티베트와 달리 중화대륙 국가인 중국에 순응하는 결과를 낳게 되었다. 사실 내몽골의 중국화(中國化)의 원인은 이 외에도 여러가지가 있다. 청나라 시기 내몽골에 광산 개발 이루어지자 한족들이 내몽골에 정착하면서 내몽골이 중국에 동화돼버린 것과 한화된 만주인이 몽골인과의 혼인을 통해 한인문화가 몽골지역으로 급속히 전파된 것 등이 있다. 사실 한족들의 경우 다얀 칸 시절에 한족 거주지가 대거 차하르 칸국 영역에 포섭되자 동몽골 내 백성이 갑자기 늘었고, 알탄 칸이 만든 귀화성은 아예 백성들을 동원해 만든 도시였다. 물론 내몽골의 원주민인 차하르, 우랑카이, 투메드, 칼간 부족민들은 숫자만 백성 이주민에 밀려 그렇지 엄연히 자신들의 정체성을 몽골인에 두고 있고, 오히려 보르지기트 가문의 적통임을 자부하고 있다.외몽골의 할하 몽골인은 이 차하르인들을 아주 혐오하여 몽골인인 척 하는 중국인 정도로 취급하고, 차하르인은 보르지기트 씨족 자부심을 내세우며 자신들이 진짜 몽골 원본임을 강조한다.
할하 부족에 대해서는 원나라 시기에도 사서에서 노예로 삼겠다며 좋게 보질 않았다.
18세기 중기 건륭제 때에는 이 중가르 족을 완전히 갈아 엎어버리고 중가르인들을 대량학살하면서 신장성 및 티베트, 칭하이성이 차례대로 청나라의 영역에 복속되었다. 이때 신장성은 중가르 인들의 절멸로 빈 땅이 되어버렸고, 여기에 한족들과 신장 서부 타림 분지 일대에 살던 위구르, 알타이 일대에 살던 카자흐, 키르기스, 타타르 등 각 튀르크 부족들을 이주시키며 둥간이라 불리는 한족 무슬림 회족도 이 지역에 들여보낸다.

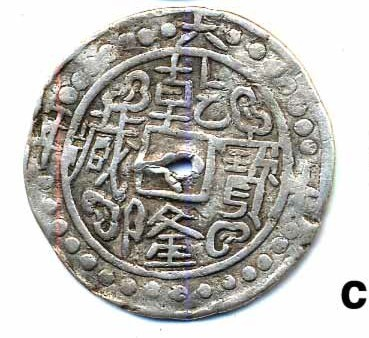
건륭제 시기에 발행된 동전

## 경제
17세기 후반, 중국의 경제는 명나라 멸망과정에서 입은 피해에서 점차 회복하기 시작했다. 18세기에는 시장이 명나라 후기와 유사하게 점차 팽창하기 시작했고, 늘어나는 인구와 해외 시장 개척으로 인하여 경제 규모 자체는 점차 증가하였다. 18세기 말에 다다르자 중국의 인구는 명나라 말 1.5억 명이었던 데에서 3억 명으로 크게 증가했다. 이러한 급격한 인구 증가는 18세기의 기나긴 평화, 안정기와 함께 아메리카 대륙에서 고구마, 땅콩과 같은 새로운 곡물들이 들어와 식량 생산량이 크게 늘어났기 때문이다. 또한 동남아시아에서 건너온 새로운 품종의 쌀들은 양적으로도 질적으로도 중국의 쌀 생산을 촉진하는 결과를 낳았다. 거의 모든 중국의 도시들에서 상인 길드들이 만들어졌고, 금력을 바탕으로 거대한 사회적, 정치적 영향력을 끼쳤다. 관료들과 연줄이 있는 부유한 상인들은 막대한 부를 쌓았으며, 예술을 후원하였으며 공연장과 미술품들을 취미로 삼아 사치를 누렸다. 또한 경제 발전과 힘입어 직물과 수공업도 크게 발전하였다.
청나라 정부는 명나라 말기의 혼란스러운 시기에 세금을 낼 수 없어 자신들의 땅을 거대 지주들에게 바친 사람들에게 다시 그들의 땅을 되돌려 주며 세입원을 다양화했다. 또한 사람들의 시장 참여를 확대하기 위하여 관련 세금을 명나라와 비교하여 크게 깎았다. 또한 역역 제도를 폐지하고 고용제를 도입하였으며, 대운하들을 건설하여 상공인들이 배를 이용하여 더 쉽게 물건들을 옮기고 나를 수 있도록 운하 접근권을 훨씬 많은 사람들에게 허가해주었다. 청나라 정부는 곡물가격을 지속적으로 감시했고, 악덕상인들이 매점매석 등과 같은 행위를 통하여 가격을 급격히 올리는 일을 원천적으로 차단했다. 덕분에 18세기 내내 곡물가는 완만한 곡선을 타며 상승하였다. 다만 청나라 조정은 상인들이 너무 많은 권력을 갖는 것도 경계했고, 그들의 무역 허가증을 제한하여 발급하였으며 새로운 광산 허가는 지역 개발의 용도를 제외하곤 거의 잘 내주지 않았다. 이러한 자원 개발을 막음으로 인하여, 중국의 막대한 자원들은 제대로 활용되지 못했고 종국에는 서구 열강들에게 경제적으로 종속되는 결과를 낳기도 하였다.
명, 청 시기 동안 중국 경제는 역사상 최고의 발전을 이룩했다. 이 때 국가 주도의 계획 경제에서 시장 경제로의 변환이 이루어졌으며, 특히 자유로운 청나라의 사회 분위기에 힘입어 이같은 변화가 더더욱 촉진되었다. 대략 1550년부터 1800년까지 중국은 송나라 때에 이어 2번째 경제 혁명을 맞았다. 송나라 시기에는 처음으로 사치품들을 장거리로 무역을 통해 수출, 수입무역을 했었으며, 청나라 시기에는 농가들이 직접 상품작물을 길러 팔기 시작하며 단순히 자급자족하기 위해 농사를 짓는 것이 아니라 시장에 내놓기 위하여 농사를 짓기 시작하였다. 이러한 변화는 국가 시장의 주체에 농민들을 참여시켰으며, 특정 지역에서 특정 상품 작물을 기르게 하는 등 농업의 분업화가 이루어졌다. 중국의 경제가 지역간 상호의존적으로 변모하자, 지역들은 자신들의 환경과 기후에 맞추어 최적의 상품들을 생산하기 시작한 것이다.

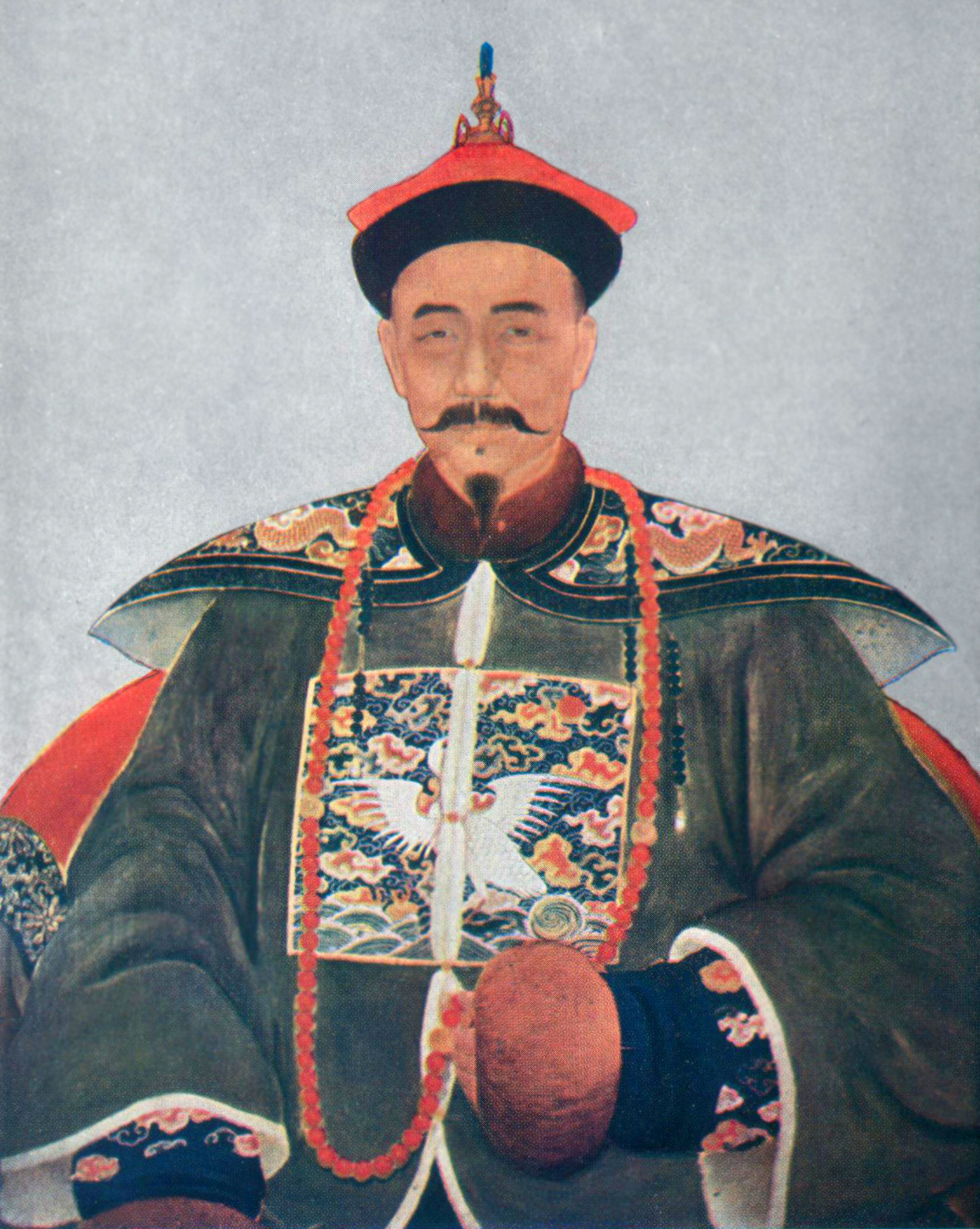
항구에서 서양인들과 무역을 했던 청 상인의 초상화

### 합자 회사의 등장
명 말에서 청 초에 이르는 시기에, 시장이 확대되고 상인들의 교역 규모가 커지면서 기존에 가족 중심으로 이뤄지던 회사들이 합자(合資) 형식으로 확대되기 시작했다. 청 초기에는 극장, 광산, 연안 및 해외 운송, 상업 작물, 전당업 등의 사업에 자금을 제공하는 합자회사들이 등장하였다. 북경, 성도 등의 대도시를 중심으로 상품과 서비스를 제공하는 직인들이 모이는 회관(會館)들이 생겨났다. 회관은 숙박이나 창고 등의 서비스를 제공하는 한편, 상인과 기술자들이 교역을 조정하는 기구의 역할을 하기도 하였다. 예를 들어 서로 거래를 원하는 2명의 상인과, 이들을 중재해줄 1명의 브로커가 회관에서 만나 가격, 수량 등을 조절하는 것이었다. 이 때 이 브로커들은 명망있고 신망있는 인물이 주로 맡았으며, 이들이 서로의 상품들의 품질을 보장하고 절차와 법규에 대한 올바른 조언을 제공했다. 또한 정부를 위해 세금을 내고, 관련 보고들을 작성하여 올리기도 하였다. 명 말부터 등장한 이런 회관들은 18세기 무렵에는 청 전역으로 확대되었다.회관들이 확대됨에 따라 합자회사들이 더욱 발전했고, 나중에는 거의 근대적인 회사에 비슷한 수준으로 성장하였다. 처음으로 창립된 합자회사는 1656년 항커우에 만들어졌는데, 이 회사는 수공업, 직조, 은행, 약제 등의 업무들을 모두 종합적으로 다루었으며 나중에는 중국 전역에서 무역 사업을 벌이며 크게 성공하였다. 19세기에 이르자 이러한 상회들은 단순히 무역 활동을 벌이는 것을 넘어 도시까지 활발하게 진출하여 연극, 시, 축제와 같은 사회 행사들까지 관여하였고 대중문화 형성에도 앞장섰다. 또한 일부 회사들은 신탁회사처럼 사람들의 돈을 받아 사업을 벌이기도 하였다. 대규모 상회들은 정부와 협력하여 거리 치안을 유지하고, 물을 공급하는 등 사회 공공사업을 벌이는 일이 종종 있었다.

### 은
청나라 경제에서 가장 중요한 요소는 외국간의 무역을 통해 국내로 유입된 막대한 양의 은이었다. 1570년대에 스페인 제국이 필리핀을 정복한 이후, 그들은 아메리카 대륙에서 엄청난 양의 은을 채굴해냈고, 전세계 은 유동량을 크게 증가시켰다. 17세기 이래 해금령으로 닫혀있던 중국 남동부 해안이 제한적으로나마 외국 자본들에게 개방된 이후, 외국인들은 빠르게 청나라로 몰려들었으며 청나라의 국제 무역 규모는 18세기 후반에는 매년 4%에 이르는 높은 성장률을 기록했다. 중국은 차, 비단, 수공예품 등을 팔았으며, 이 상품들은 유럽으로 건너가 엄청난 인기를 끌었다. 서양 상인들은 이 상품들에 대한 대가를 모조리 은으로 지급하였고, 이로 인해 유입된 막대한 양의 은은 국내 상업과 소비를 촉진했다. 명나라 시기 중국은 이미 점진적으로 은본위제를 채택하고 있었는데, 나중에 강희제 시기에 전성기에 이르자 토지세를 은으로 걷을 정도로 은이 넘쳐났다. 국가에서 토지세를 은으로 걷자, 지주들도 농민들에게 소작세를 걷을 때 곡물로 걷지 않고 은으로 줄 것을 요구하였다. 이는 은본위 화폐제가 농민들까지 확대되는 결과를 낳았다. 동으로 만든 동전들과는 다르게, 은은 은화로 만들어 유포하기에는 조금 비쌌기에 대부분의 사람들은 은을 무게를 달아 교환하였다. 그 단위는 '테일'이라고 하는데, 대략 1.3온스 정도의 무게이다. 은은 제대로 된 은화나 화폐로 만들어진 적이 없었기에 사람들은 은을 사용하여 거래를 할 때마다 일일이 무게를 달고 순도를 측정하여 사용해야만 했다. 이 때 이 과정에도 추가적인 비용이 들어갔다. 보통 은 가치 측정과정에 붙는 가격은 옹정제 시기까지 제대로 된 기준이 존재하지 않았기에 이때문에 사람들은 이 가격을 부풀려 온갖 부정부패를 저지르곤 했다. 옹정제는 이같은 폐해를 일소하기 위해 은 가치 측정과정에 붙는 가격에 대해 법제화를 하고, 세금을 걷어 공식적인 세입원으로 만들었다. 옹정제는 또한 세리들의 월급을 올려 부정부패를 막고자 하였으며, 은을 공식적인 화폐 단위로 지정하여 지정은제를 실시하였다.

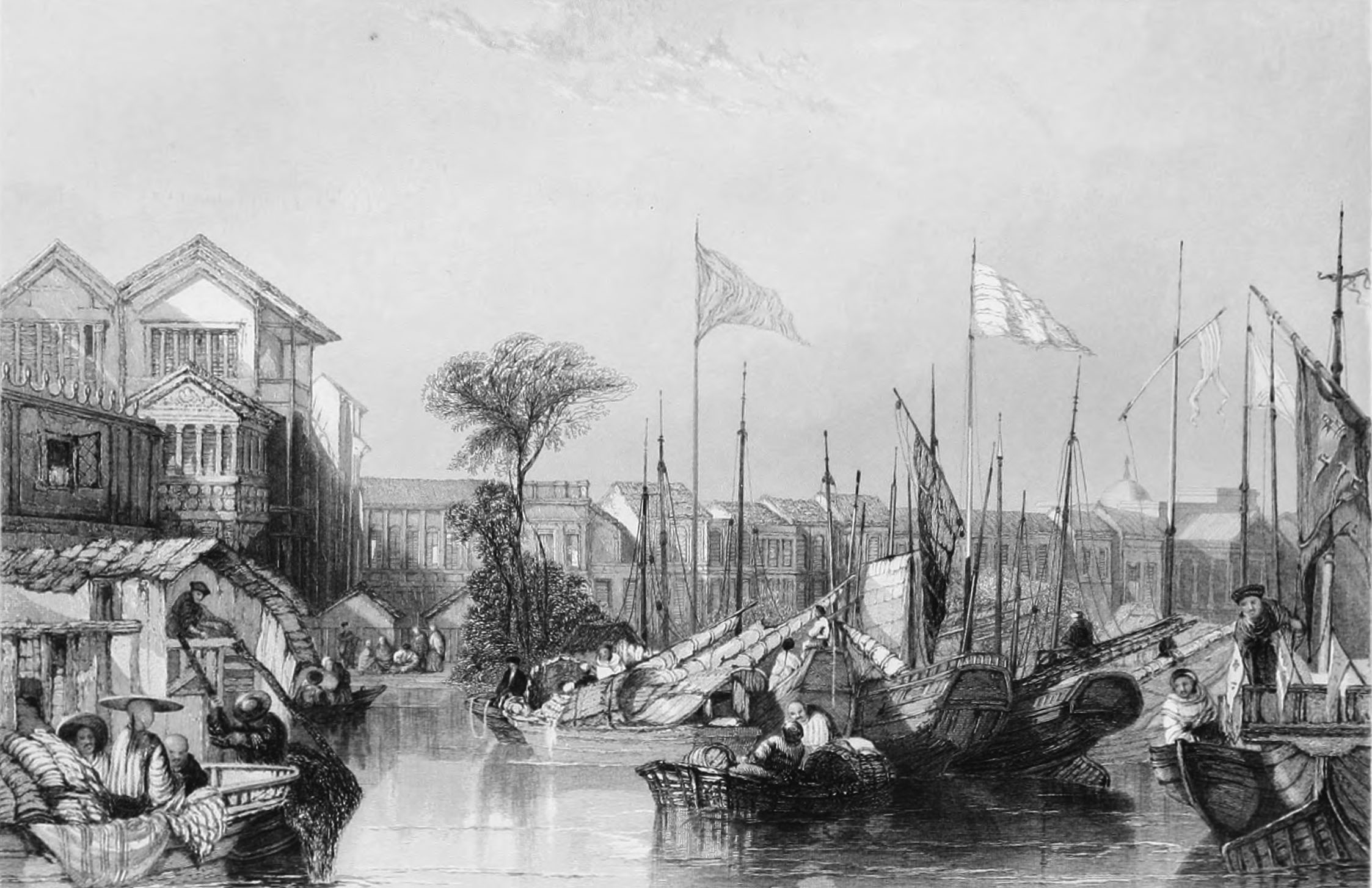
청나라 광동에 소재한 서양 공장

### 서양과의 무역

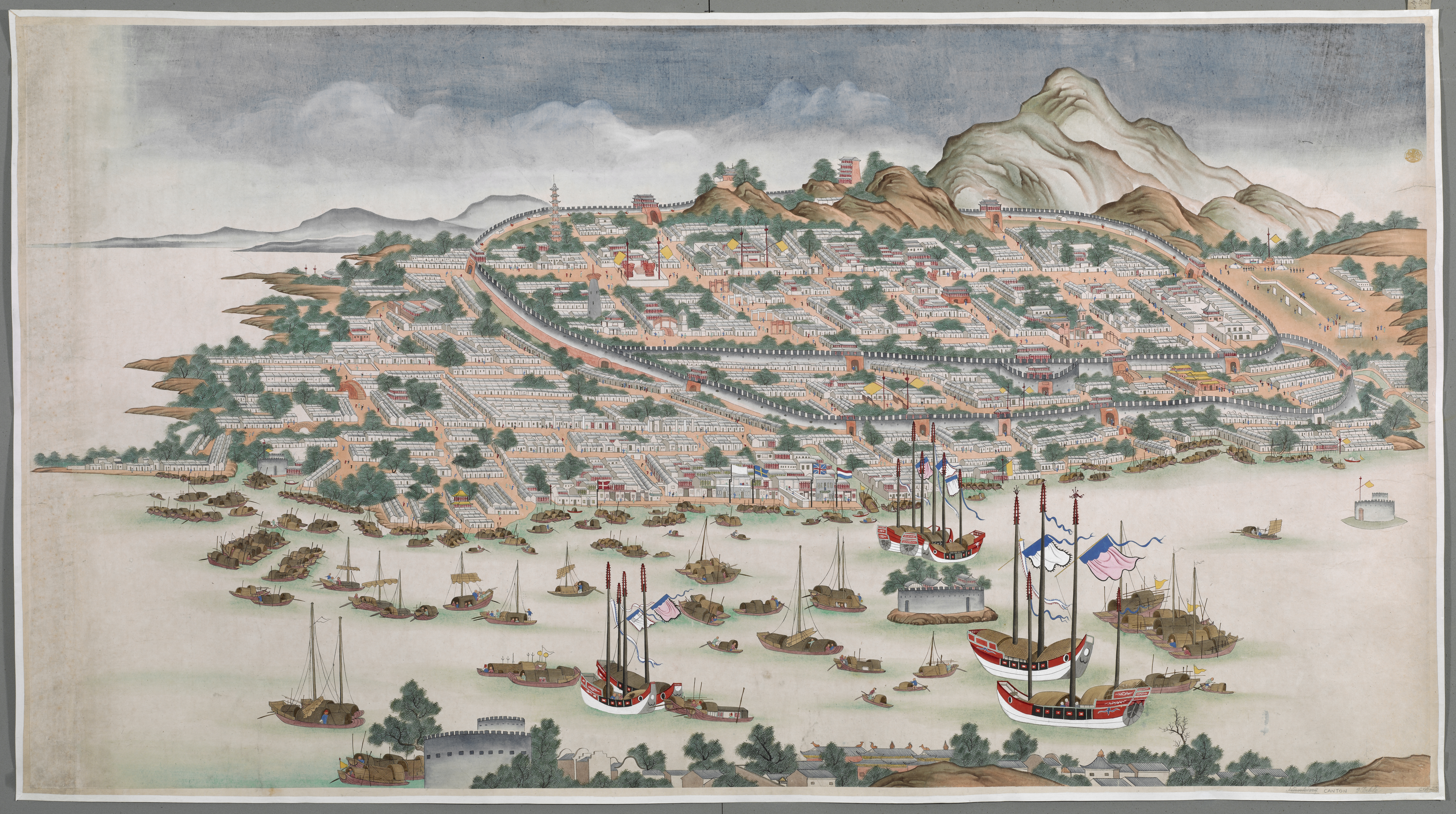
18세기 광동의 모습

18세기 중엽에 선교사를 앞세운 서구열강이 교역을 원하자, 청나라는 교역항을 광저우로 한정하여 서양 상인들을 통제하고, '공행'이라는 특허 상인의 조합에 대외 무역의 독점권을 주었다. 공행무역 등으로 서양 상인들의 무역량이 적었을거라 생각하겠지만, 오히려 그 반대로 청나라의 차와 생사는 유럽에서 많은 이익을 올릴 수 있었기 때문에 서구 열강과 청의 무역량은 날이 갈수록 증가하였다. 한편, 이 시기는 유럽의 상인들 중에서는 영국 동인도 회사가 청나라와의 무역을 독점해 가고 있었을 무렵이었다. 무역량이 늘어남에 따라 영국은 청나라와 무역에서 '무역 역조 현상'이 두드러졌다. 막대한 양의 은을 청에 지불하게 된 영국은 이를 개선하기 위해 청나라에게 무역 제한조치의 철폐를 요구하였다. 19세기가 되자, 영국은 무역적자를 메우기 위해 동인도 회사를 앞세워 인도에서 생산되는 아편을 중국에 수출하였다. 매년 급격히 영국 동인도 회사의 아편 수출양이 증가하자, 청나라는 국내의 아편중독자가 늘어나는가 하면, 막대한 양의 은이 빠져나가게 된다. 이무렵 청나라는 '은본위제'를 실시했었는데, 청나라는 영국과의 '아편 무역'으로 인해 은의 급격한 감소로 국가체제의 위기를 맞게된다. 1830년대에는 은의 가격이 두 배 이상 폭등하고, 그 결과 은으로 세금 납부하던 농민들과 상인들은 부담이 두 배로 늘어났고, 결국 세금이 제대로 징수되지 않아, 국가 재정이 곤란한 지경에 빠져 버린다. 1840년 제1차 아편전쟁 이후, 외세 열강세력들의 침탈이 본격적으로 심화되면서 청나라의 경제상황은 더욱 악화되게 된다.
청나라때에는 장강 중류 지역이 최대의 쌀 재배 지역이 되고, 감자, 양파, 땅콩, 옥수수 등의 외래작물이 재배되었다. 이러한 농업에서의 상품 작물 재배와 함께 면, 제지, 제당 등의 분야에서 제조업이 크게 발달하였다.

## 문화
청나라는 한족 지배에 심혈을 기울였다. 그 때문에 중국에서 중국의 전통문화와 여러 제도를 답습하고, 충성하는 한족들은 등용하였지만 저항하는 한족들은 무참히 노비로 만들었다. 지배체제를 확립하고자 하였다. 특히 한족의 지식인층을 회유하여 관심을 정치와 사회문제로부터 다른 곳으로 돌리기 위해서 그들을 동원하여 대편찬 사업을 추진하였다. 강희 연간의 『강희자전(康煕字典)』, 옹정의 『고금도서집성(古今圖書集成)』, 건륭의 『사고전서』는 그렇게 하여 생긴 것이다.
반면에 반청적(反淸的)이라 판단한 사상에는 용서 없는 탄압을 가하여 이른바 문자의 옥을 일으켰다. 실증주의(實證主義)에 투철한 실사구시(實事求是) 학풍인 고증학(考證學)은 이미 명대에 시작을 보았지만 청조의 사상 탄압은 한인 학자로 하여금 더욱더 고증학으로 나아가게 하여 정치 문제로부터 도피시켰다. 그러나 고증학은 그 자신 일종의 과학적 객관주의이며, 서양 과학문명의 영향도 더해져 학문의 전분야에 새로운 국면이 전개되었다. 가령 실제의 측량으로 제작된 황여전람도(皇與全覽圖) 등은 이러한 학풍의 소산인 것이다.

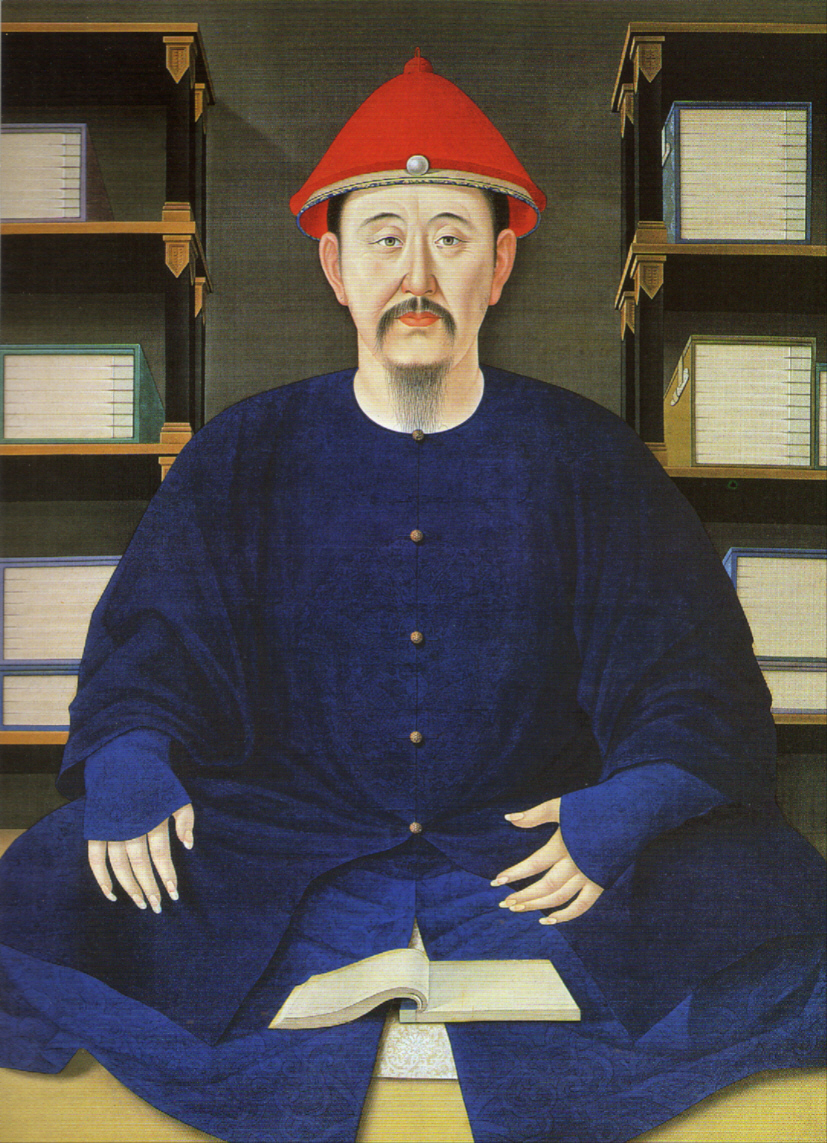
학자의 모습을 한 강희제의 초상화

### 예술
청나라 시대에는 기나긴 번영기와 함께 수많은 문화적, 예술적 발전들이 이루어졌다. 특히 문학의 발달이 두드러졌는데, 이는 잘 발달된 인쇄술, 번영하고 구매력이 있는 도시들, 문학적 소양에 대한 유교적 풍토 등이 영향을 끼쳤다. 이러한 요소들이 모두 합쳐져 청나라에 문학과 예술의 꽃이 찬란하게 필 수 있었던 것이다. 19세기에 이르자 청나라 문학가들은 서양과 일본의 예술에 영향을 받았고, 단순히 전통을 본받아 모방하는 것에서 더 나아가 새로운 화풍과 사상들을 받아들여 작품을 제작하는 것이 사회적인 분위기로 자리잡았다. 시는 여전히 엘리트 계층의 전유물로 자리잡았으나, 여성이 시를 쓰는 등 점차 작가 계층이 확대되었으며 단순히 자연 예찬이나 황제에 대한 충성심에서 벗어나 개인적인 삶에 대하여 쓰는 등 그 주제도 다양화되었다. 특히 청나라의 시의 경우, 비판적이고 실증적인 학풍이 합쳐져 단순히 형식적인 아름다움에서 벗어나 그 의미와 뜻에 더 많은 강조점을 두었다는 데에 의의가 있다. 고전적인 중국 전통 시들도 청나라의 입맛에 맞게 다시 쓰여지기도 하였는데, 예를 들어 전당시나 당시삼백수 등이 있다. 시만큼은 아니지만 소설과 희곡의 발달이 한층 더 현저하여 『홍루몽(紅樓夢)』 『유림외사(儒林外史)』 『요재지이(聊齊志異)』 등 걸작이 나왔고, 경극과 같은 희극들도 풍성하게 연출되었다. 특히 홍루몽의 경우, 사회적인 비평과 심리학적 통찰력이 잘 어우러진 작품들 중 하나로, 중국 문학의 최고봉들 중 하나로 평가받는다. 희극의 경우, 도화선이 1699년에 출판되었는데, 명나라의 멸망을 사랑과 연관시켜 담아낸 내용으로 사람들에게 큰 인기를 끌었다. 가장 잘 알려진 공연 예술의 경우 베이징 경극이 있었는데, 이는 주로 귀족들이 향유하였으며 서민들은 민속 연극이나 구전을 소재로 한 연극들을 즐기곤 하였다. 회화에서는 중국의 전통적 기법 외에 카스틸리오네에 의하여 서양의 화법(畵法)이 받아들여졌고, 건축은 원명원(圓明園)과 같이 베르사유 궁전에도 비길 만한 훌륭한 건축물들이 건설되었다.
청나라의 황제들은 거의 대부분 시에 매우 능했고, 몇몇은 서화에도 자질이 뛰어났으며 유교적 예술을 사랑하여 이들을 크게 후원했다. 강희제와 건륭제는 특히 자신들의 통치의 정당성을 입증하기 위하여 예술을 활용했다. 강희제는 1711년에 한자 사전 '패문운부'의 편찬을 후원했고 건륭제는 사고전서와 같은 문학을 집대성한 방대한 양의 도서물을 만들어냈다. 왕실의 예술가들은 송나라의 화풍을 발전시켜 새로운 느낌을 담아 당시 그림들을 재구성했는데, 가장 유명한 것이 송나라 시대 한림학사 장택단이 그린 그림 청명상하도이다. 이 황실은 그림뿐만 아니라 도자기 공업도 크게 후원했다. 특히 예수회 선교사들이 소개한 유럽 유리 제조 공법을 이용하여 만든 '북경 유리'는 나중에 서양까지 수출되어 큰 인기를 끌었다.
청나라 시대 의복의 큰 특징은 단추가 있다는 것이다. 또한 속은 바지이고 옆으로 트어져 있는 형식이었다. 또한 전족이 발을 기형으로 만들고 인권을 심각하게 침해했음에도 불구하고, 당시 전족은 미의 기준으로 여겨져 귀족은 물론 서민까지 퍼져있었다.

### 요리
중국의 유구한 역사는 세계에서 가장 풍요로운 수준의 요리를 만들어냈다. 중국의 문인이자 미식가였던 원매는 요리, 식사, 차 시음과 같은 식사 예절과 식문화의 규범을 제시하였고, 이후에 아메리카 대륙에서 건너온 감자와 같은 작물들이 청나라로 들어오며 더더욱 풍요로워졌다. 원매가 집필한 '수원식단'은 청나라 요리의 기준을 마련했으며, 다양한 요리법들을 수록하여 후대에 남겼다. 특히 중국 요리의 최고봉이라 불리는 만한전석은 중국 황실 요리에서 만들어진 것으로, 만주족의 식문화를 풍요로운 재료들과 요리법들과 합쳐 창조된, 극히 귀족적인 요리였다. 다만 전통적이고 보수적인 요리법을 고수했던 원매와 같은 인사들은 만한전석을 부정적으로 보았고, '남에게 아첨할 때나' 쓰기 좋은 요리라고 혹평했다.

## 청나라의 중앙 관제
청나라는 명나라의 정치제도와 관료제도를 팔기군과 만한병용을 제외하고는 동일하게 사용했다. 다만 만주족의 국가인 청나라였기에, 관리를 채용할 때에 만주족과 한족을 철저히 구분하였으며 어떤 관직은 몽골인들에게 맡기기도 하였다. 한족들은 지배층인 만주족과 기타 몽골 민족들에게 자주 법적으로 불리하게 되었고 한족들은 만주족과의 법적 다툼에서는 항상 불리하게 선고되어 죄없이 죽임을 당하거나 강간되기도 하였다. 하지만 충성하는 한족들은 어느정도 등용하기도 하였으나 등용된 한족들은 만주족에게 항상 바짝 업드려 충성을 맹세해야 했다. 선대 왕조들과 같이 청나라도 과거제를 통하여 관리들을 뽑았다. 과거제도는 1905년에 청나라가 거의 망해가기 직전까지도 계속되었다. 청나라는 관직을 문관직과 무관직으로 나누었다. 각 관직들은 9개의 품계로 나뉘었고, 각각의 품계가 또다시 정과 종으로 나뉘었다. 예를 들어 정 1품이 가장 높은 관직이었고, 종 1품이 그 뒤를 이었던 것이다. 청나라의 관제에서는 당연히 황제가 맨 꼭대기에 위치하고, 내각대학사(內閣大學士)가 그 바로 아래에 있었다. 민간 관련직에는 포정사, 안찰사, 순무 등이  있었으며, 군사 관련직에는 팔기제를 중심으로 제독, 장군 등이 있다.

### 중앙 정부
청나라의 관제는 황제를 그 정점으로 하며, 황제는 정책 집행 기관인 6부(이부, 호부, 예부, 병부, 형부, 공부)를 총괄했다. 6부는 각각 2명의 상서(尙書)가 지휘하며, 이들을 4명의 좌우시랑(左右侍郞)들이 보좌한다. 상서의 경우 만주인 1명, 몽골족 1명으로 구성되어 있었으며, 좌우시랑들도 만주족 2명, 몽골족 2명으로 구성되며 황제에게 직접 상주할 권한이 있었다. 특히 청나라 관직의 경우, 세습을 통한 만주족 귀족들과 과거시험을 통과하여 뽑힌 다른 민족들로 나뉘는 경우가 굉장히 많았다. 명나라 시절에는 국가의 최고 결정기구였던 내각대학사는 청나라 시대 들어서 그 영향력이 크게 축소되었으며, 황제에게 핵심적인 조언을 주는 위원회 정도의 역할을 했다. 내각대학사는 4명의 대학사(大學士)와 2명의 협판 대학사(協辦 大學士)로 구성되어 있었으며, 각각 자금성의 보화전, 문화전, 무영전, 문연각, 체인각, 동각에서 업무를 보았다. 내각대학사의 학사들도 모두 6부와 마찬가지로 만주족과 몽골족들이 동일한 비율로 나뉘어 자리를 차지하였다.
옹정제 이후의 청나라의 황제들은 경직된 관료제가 국정을 장악하는 것을 막기 위하여 가장 중요한 문제들은 황실 일원들과 만주 귀족들로 주로 구성된 판리군기사무처(辦理軍機事務處)와 상의하여 황제가 최종 결정하였다. 판리군기사무처는 1720년대에 옹정제에 의하여 처음 만들어졌으며, 맨 처음에는 몽골족과의 전쟁을 수행하기 위하여 만들어졌으나 곧 얼마 지나지 않아 군사, 행정 업무들까지 장악하며 내각대학사를 제치고 청나라의 최고 정무기관으로 떠올랐다. 판리군기사무처는 군기처라고도 하며, 6~10명의 군기대신들로 구성되었다. 군기처는 6부의 상서와 시랑, 총독 등의 고위 관리들이 겸직하였다. 이들은 지방에서 올라온 장계들을 골라 황제에게 직접 전달하였으며, 각종 밀지를 지방 정부들에게 하달하는 역할을 하며 막강한 권력을 행사했다.

#### 6부
1. 이부(吏部) - 관료들의 인사를 담당하였다. 또한 관리들의 승진, 채용, 해고까지도 모두 담당하며 막강한 권력을 자랑했다.
2. 호부(戶部) - 세금과 재정, 지방 행정을 관리하였다. 청나라 역사 내내 대부분의 세입은 지주세와 소금세로 충당되었고, 또한 그 외에 차에 물리는 세금과 같이 사치품에도 세금을 물렸다. 호부는 재정을 담당하여 1년 예산안을 짰으며, 호구, 공납, 부사, 조세와 같은 업무들을 처리했다.
3. 예부(禮部) - 예제(禮制, 교육·윤리)와 외교를 담당했다. 천자가 조상과 하늘에게 올리는 제사를 주관하였으며, 조공국이 공물을 바칠 때 이와 관련된 업무들을 맡았다. 또한 과거제를 실시할 때에도  국가 전반에서 공정한 시험이 이루어질 수 있도록 하였다.
4. 병부(兵部) - 병부가 모든 군을 통제했던 명나라 시절과는 달리, 청나라 때의 병부는 매우 제한적인 권력만을 갖고 있었다. 국가의 핵심 군대인 팔기군은 황제와 만주족 귀족들의 직속 기관이었고, 병부는 한족으로 구성된 녹영군들에만 지휘 권한이 있었다. 또한 병부의 업무는 전적으로 행정적인 면에만 그쳐 있었다. 병력의 이동과 배치는 모두 황제가 직접 결정했고, 이를 실행하는 기관도 병부가 아니라 내각, 혹은 군기처가 담당했다.
5. 형부(刑部) - 형부는 보통 사법과 관련된 일들을 맡아 처리했다. 감옥과 재판, 법령의 반포들을 실시했으며, 치안을 유지하는 경찰 역할을 하기도 하였다. 청나라의 사법제도는 현대의 사법과 비교하면 사법부와 입법부가 구분되어 있지 않다는 점에서 다소 뒤떨어진 모습이 있기는 하였다. 법령도 황제의 뜻에 따라 임의적으로 바뀌거나 무시될 수 있었고, 판결문들과 조항들도 재판관에 따라 모두 달랐다. 또한 지배민족인 만주족이 통치하는 청나라에서 과연 한족들에 대하여 공정한 재판이 이루어질 지도 미지수였다. 청나라는 한족들을 통제하기 위하여 형부에 막강한 힘을 부여, 강력한 엄벌주의를 실시했으며 한족들은 수시로 불공정한 재판에 희생되었다. 만주족들은 쉽게 한족들의 부인들을 빼았거나 강간할 수 있었고 한족들은 반항하면 죽임을 당하였다. 만주족들의 한족 유린에도 충성을 지키는 한족들은 등용되었다. 만주족에게 이러한 유린을 겪은 한족들은 당시 대부분의 인구를 차지하며 어느 족에도 포함되지 않고 성씨도 없는 중국인 백성들을 소작시키며 만주족에게 당한 분풀이를 하기도 하였다.
6. 공부(工部) - 공부는 공공 공사들을 담당했다. 궁전, 사원, 도로 확충 공사, 수로 공사들과 같은 대형 토목 공사들을 맡아 처리했다. 또한 동전들을 주조하는 일도 함께 맡아 하였다.

청나라는 초기부터 중앙 정부의 관직에 만주족과 만주족에 충성하는 한족들을 모두 임용하며 양 민족간의 조화를 꾀하였다. 다만 한족 관리들은 주로 만주족 관리들을 도와 국정을 운영하는 데에 그치는 경우가 많았고, 또한 한족도 관리로 출세할 수 있다는 희망을 심어줘 반란을 일으키지 못하게 하는 방법이기도 하였다. 하지만 한족들이 등용되는 경우는 많지 않았다.
청나라는 6부와 함께 이번원(理藩院)을 설치하여 운영하였다. 이번원은 티베트와 몽골 지대를 통치하는데에 도움을 주기 위하여 설립된 것이다. 제국이 확장함에 따라, 이번원은 청 제국 내부와 근처에 살고 있는 소수 민족들과 번족들을 효과적으로 통제하는 업무를 떠맡게 되었다. 또한 이들은 초기에 러시아와의 외교도 전담했는데, 이는 청나라가 처음에는 러시아를 공물을 바치는 조공국으로 여겼기 때문이었다. 이번원은 6부와 동일한 지위를 누렸으며, 이번원의 책임자들도 6부의 상서들과 동일한 대우를 받았다. 다만 이번원의 고위 관료들은 오직 만주족과 몽골족에게만 허락된 자리였으나 청나라 말기가 되어서야 민족 차별의 벽이 완화되어 한족들도 이 자리에 오를 수 있게 되었다.
예부와 이번원이 공식적으로 외교의 역할을 나누어 전담하였으나, 이들은 둘 다 전통적인 중국식, 전근대적 외교술을 고집하였으며 근대기에 이르자 이들의 능력은 한계를 드러냈다. 청나라가 영국-프랑스 연합에게 아편 전쟁에서 패배하고 1년이 지난 1861년, 청나라는 더 전문적인 외교전담기구를 만들라는 외국의 압박에 굴복하여 총리각국사무아문(總理各國事務衙門)을 새롭게 창설했다. 본디 총리각국사무아문은 임시적으로 설치된 기구였고, 구성원들도 군기처보다 격이 조금 낮은 인사들로 구성되어 있었으나 중국이 점차 외세 열강들과 격렬한 싸움에 말려들고 혼란에 빠지게 되면서 총리각국사무아문도 점차 그 역할이 커지게 되었다. 총리각국사무아문은 관세를 통하여 벌어들인 세입들을 활용하여 자신의 몸집을 키웠고, 자체적인 사법권을 행사하며 영향력을 자랑했다.
청나라에는 내무부(內務部)라는 독특한 기관이 있었다. 내무부는 명나라가 멸망하기 전부터 세워져 있었으나, 1661년에 순치제가 죽고 강희제가 황위에 오르기 전까지는 별다른 역할을 하지 못했다. 내무부의 본 목적은 황실 일원들과 환관들, 궁녀들을 통제하고 관리하는 역할이었으나, 티베트와 몽골 간의 관계, 예를 들어 인삼, 소금, 옥과 같은 물품들의 무역을 함께 관리하기도 했다. 내무부는 직물 사업들을 관할하기도 했으며, 자체적으로 책을 제작하여 유포하기도 했다. 내무부는 특히 소금 상인들에게 직접 세금을 책정하여 걷으며 복잡한 관계를 이어가기도 하였다. 19세기에 이르자 내무부는 최소한 56개에 달하는 하부 조직들을 거느리고 막대한 양의 업무들을 처리했다.

## 행정구역

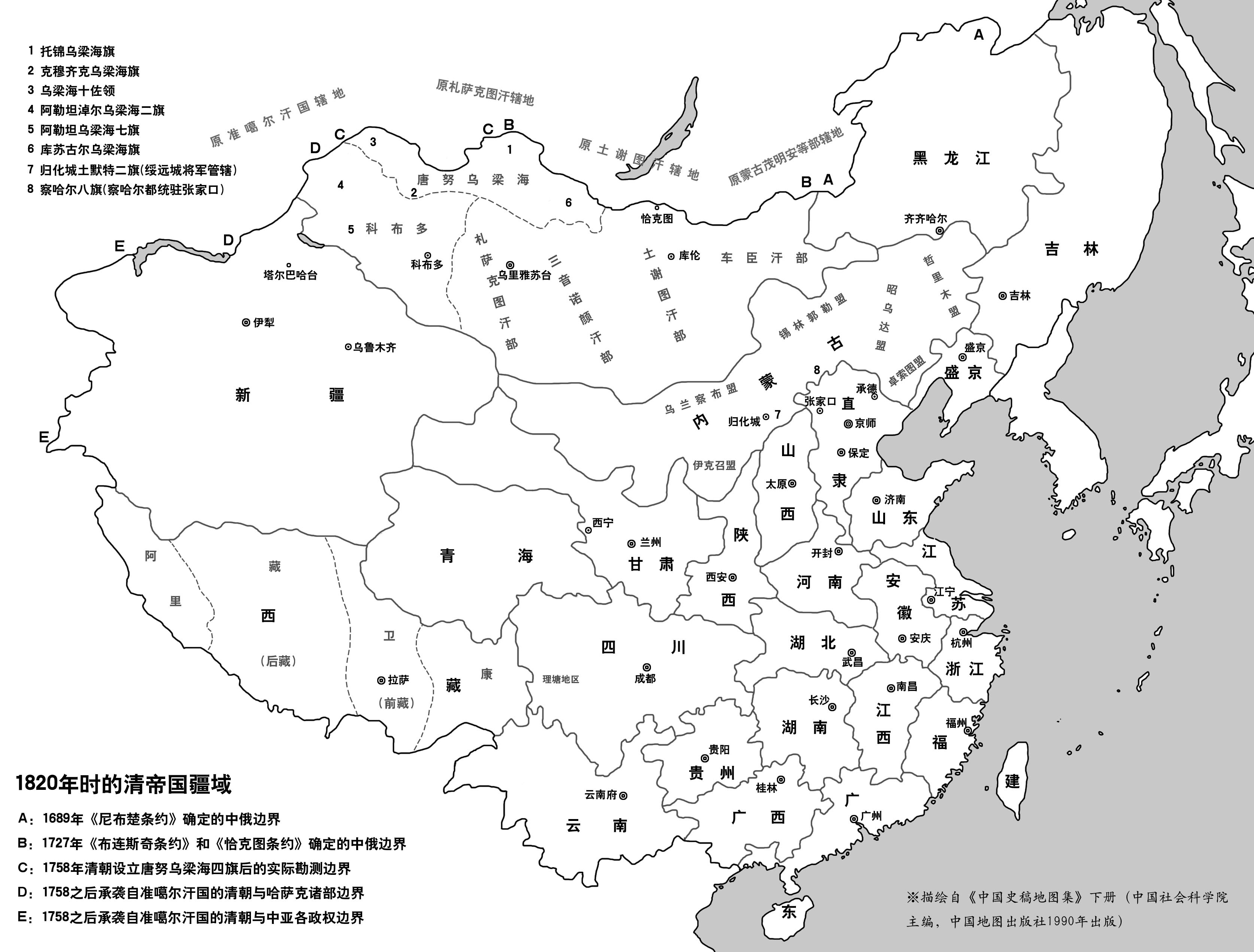
가경 25년(1820년) 시기, 청나라의 행정구분도.

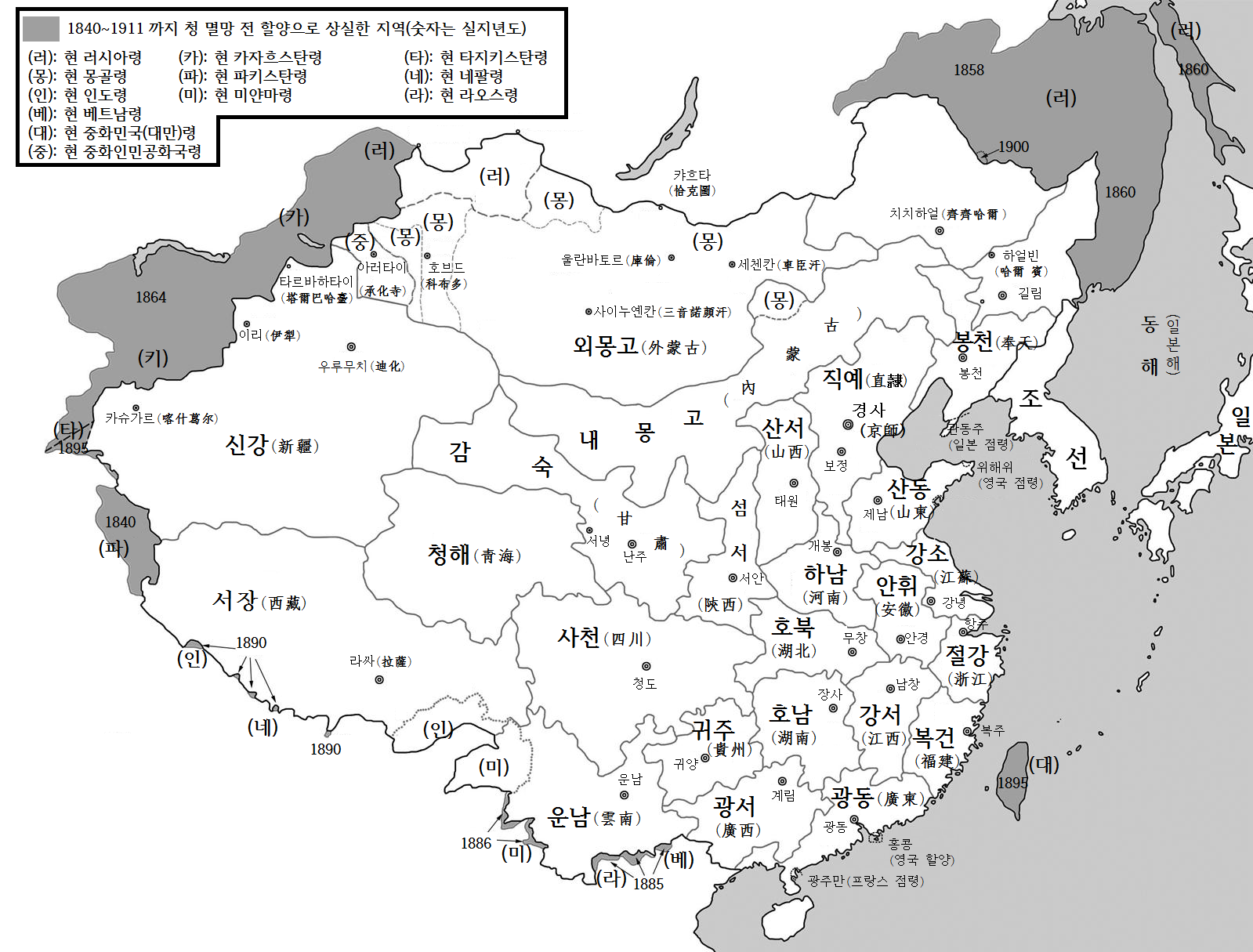
광서 34년(1908년) 시기, 청나라의 행정구분도.

청나라는 18세기에 최대 강역을 차지했다. 최대 전성기에는 현재 중화인민공화국, 중화민국, 외몽골, 투바와 발하슈 평원과 현재 타지키스탄 절반, 아루나찰프라데시, 길기트발티스탄, 라다크, 악사이친, 키르기스스탄 대부분, 알라콜주립자연보호구역, 자이산호까지도 차지하며 1,300만 제곱 킬로미터의 영토를 점령했을 정도였다. 청나라 초기 행정구역은 18개의 성(省)으로 구분되어 있었다. 허나 나중에 신장 구역과 만주 지역이 성으로 나뉘어 추가되면서 22개로 증가하였다. 또한 푸젠성의 일부였던 타이완섬은 19세기에 독립적인 하나의 성으로 분리되었으나, 얼마 지나지 않아 일본 제국이 청일전쟁에서 승리하면서 타이완 성을 빼앗아갔다. 각 성은 7~13개의 부(府)로 나뉘었고, 각 부는 다시 7~8개의 현(縣) 또는 주(州)로 분류되었다. 청나라 주위의 국가들, 가장 대표적으로 조선, 베트남은 청나라에게 조공을 정기적으로 바쳤으며, 아프가니스탄의 카투르 왕조도 19세기 중반까지 청나라에게 공물을 바쳤다. 청나라는 파미르 고원 서부에도 영향력을 미쳤으나, 공물과 조공을 바치는 조건으로 지역 유력자에게 다시 통치권을 일부 돌려주었다. 코칸드 칸국의 경우, 자치권을 일부 포기하고 1774년부터 1798년까지 청나라에게 공물을 바쳐야만 했다.
건륭제 말기인 18세기 말 청나라에는 1,281개의 현과 221개의 주가 있었다.당시 청나라의 행정 구역은 아래와 같다.
1. 직례성
2. 허난성
3. 산둥성
4. 산시성
5. 섬서성
6. 간쑤성
7. 후베이성
8. 후난성
9. 광둥성
10. 광시성
11. 쓰촨성
12. 윈난성
13. 귀주성
14. 장쑤성
15. 장시성
16. 저장성
17. 푸젠성
18. 안후이성(1885년까지 타이완섬 포함)

청나라 후기에 추가된 성들은 다음과 같다.
1. 간쑤-신장성
2. 푸젠-타이완성(1895년까지 존속)
3. 펑톈성
4. 지린성
5. 헤이룽장성

### 통치 행정 구역의 구분
통치 행정 구역의 구분은 성-부-주-현-청 (省-府-州-縣-廳)이었고, 성에는 민정과 감찰을 위해 포정사(布政使) ·안찰사(按察使)가 있었다. 또한, 1-2개 성에 총독 1명이, 1개 성에 순무 1명이 있었다. 그리고 각 성에는 장관급에 해당하는 제독 (군사), 총원 (교육), 학정사 (?), 도원이 있었다. 그리고 부 ·주 ·현에는 지부(知府) ·지주(知州) ·지현(知縣)이 수장이었다.

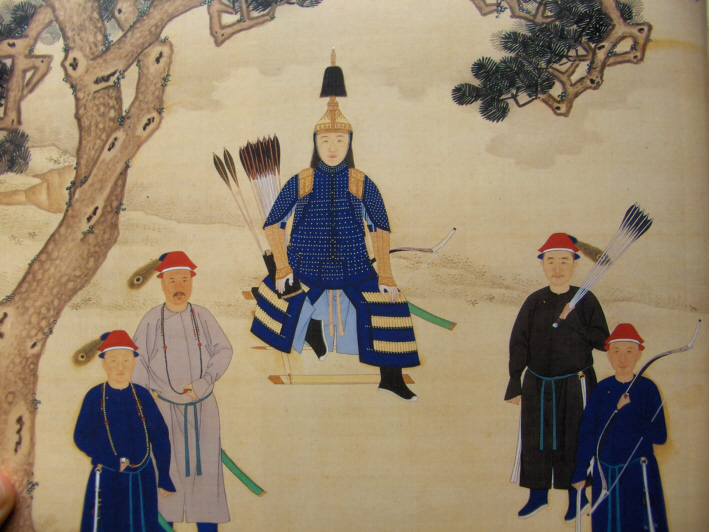
청나라의 군인

## 군사

### 초기
청군은 누르하치가 분열되어있던 여진족 사회를 통합하기 위하여 만든 팔기군에 기반을 둔다. 팔기군은 모두 색으로 구분했다. 황색 깃발을 가진 정황기, 황색 테두리 깃발을 가진 양황기, 흰색 깃발을 가진 정백기는 황제 직속의 군단이었고, 이를 상삼팔기(上三八旗)라고 한다. 본래 팔기제는 오직 만주인들과 몽골인들로만 구성되어 있었다. 그리고 한족들은 잘해봤자 지휘관의 허락을 받은 팔기군 군인들의 시종 정도로 사용되는 정도였다. 상삼팔기에 소속된 자들은 거의 대부분이 순혈 만주인들이었고, 매우 고도의 무술 시험을 거쳐 뽑힌 한족 출신의 황제 경호원들이 일부 있었다. 나머지 5개의 군단들은 제후들이 다스렸으며, 이를 하오팔기(下五八旗)라고 한다. 대부분 누르하치 직계 출신의 만주 귀족들이 지휘하였다. 이들은 청나라의 핵심 권력층이었으며, 팔기군 외에도 모든 한족 병사들도 지휘하였다. 누르하치의 아들 홍타이지는 나중에 몽골인들과 한족인들을 이에 편입시키기도 했다. 1644년에 청나라가 베이징을 떨어뜨린 이후, 청나라는 귀순한 명나라 패잔병들로 이루어진 한족 군대 녹영을 창설하였으나 이들은 수가 많지 않았고 자주 만주족들에게 부인을 빼았기는 등 농락당해 반락을 일으키기도 하였다. 그들은 명나라 시기의 지휘조직과 팔기제의 지휘조직을 혼재하여 썼다. 삼번의 난 당시에도 팔기군은 반란군을 상대로 고전했으며, 오히려 녹영에 소속된 한족 병사들이 진압에 큰 공헌을 했다
그러나 청나라가 명나라를 정복하고 중국 인구 대부분을 포함하는 성씨도 없고 어느 족에도 포함되지 않는 백성들을 소작시켰다.
만주족들이 점차 한족들과 섞여 살아가며 만주의 정체성을 잃어가는 것을 걱정했던 건륭제는 팔기제의 소속 군인들에게 만주의 민족성, 조상, 문화에 대하여 강조하였고 팔기제에 소속되어 있던 한족 군인들을 권유, 혹은 강제로 쫓아냈다. 이로 인하여 팔기제는 다시 만주족 중심의 정예군으로 돌아왔고, 1754년에 이르자 중국 남부에서 광저우, 푸저우 등을 지키던 한인들 대부분이 만주족으로 갈아치워졌다. 건륭제의 이러한 조치들은 수도 베이징보다는 지방에 더 엄격하게 적용되었는데, 이는 상대적으로 엄격한 감시가 이루어지고 있던 수도는 한족에 의한 배반의 확률이 적을 것이라 여겻기 때문이었다. 이때 한족 출신 장군들이 대거 낙마했고, 만주족 출신 장군들은 상대적으로 그 위상이 크게 올랐다. 건륭제 시기에 좌천된 한족 군인들은 대부분 선조나 조상들이 1644년 이후에 복속했거나 명나라의 편에 서서 청나라에 저항했던 자들로, 이 죄를 물어 지위를 강등시켜버린 것이다.
```
삼가 보건대, 저 나라는 무력으로 천하를 얻었지만 중국에 들어와 산 지 이미 100년이 넘어 집과 음식에 완전히 중국 제도를 사용하고, 정령(政令)과 전칙(典則)을 대부분 명조(明朝)의 것을 그대로 사용합니다. 비록 현재 만주인이라 하더라도 원래부터 중국에 살던 사람과 거의 뒤섞여서 분별이 없어 점점 본래의 모습을 잃고 함께 나약해지고, 의절(儀節)은 갈수록 지나치고 질실(質實)한 정취는 매우 박해져서 점차 쇠망해 가는 기상이 있습니다.(중략) 매사에 비록 명말(明末)을 경계 삼아 반드 시 상반되게 하려고 하지만, 스스로 본조(本朝)의 허위의 버릇을 알지 못하여 이 지경에까지 이른 것입니다. 생각건대, 처음 나라를 세웠을 때의 규모는 이렇지 않았을 텐데
무(武)를 숭상하는 풍속이 도리어 형식만을 숭상한다는 탄식이 있게 되었으니, 매우 좋은 모습이 아닙니다.
일성록(日省錄) 1781년 4월18일 기사 中 정조에게 바친 임제원(林濟遠)의 청국 탐문 보고서
```

청나라가 오랜 평화기를 이룩하자, 팔기군들도 점차 느슨해져갔다. 만주족 출신 팔기군들도 전투가 있지 않을 때에는 농사를 짓고 소를 먹이는 등 평화로운 생활을 영유하며 점차 싸움에 대한 전의를 잃었고, 이들을 다시 정예군으로 되돌리려는 시도가 몇 번 있기는 하였으나 청 후기의 부정부패로 인하여 대부분이 제대로 시행되지 못했다. 한족으로 구성된 녹영도 상황은 마찬가지였고, 청나라의 군력은 갈수록 약화되어 갔다.

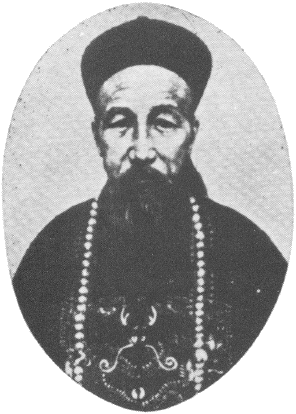
증국번

### 반란과 현대화
태평천국의 난 초기, 오랜 평화로 인하여 풀어질 대로 풀어진 청나라 군대는 난징을 1853년에 반란군에게 잃는 등 수없이 많은 뼈아픈 실책들을 저질렀다. 얼마 지나지 않아 태평천국은 가히 청나라의 심장이라 할 수 있는 톈진까지 북진했고, 상황이 급박해진 청나라 조정은 증국번을 임명하여 수도를 방비하게 했다. 증국번은 징집된 농부들로 이루어진 향용을 소집하여 군대를 만들었고, 지역의 지주들이 의병들을 자발적으로 모아 청나라를 위하여 싸워줄 것을 기대했다. 실제로 지방의 향신들은 자신들의 기득권을 지키기 위하여 병사들을 모아 싸웠고, 나중에 이 군사들을 이 군사들이 모집된 후난성의 이름을 따 상군이라고 불렀다. 상군은 군인과 지방의 징집농들의 혼성 군대였으며, 전문적인 훈련을 받았으나 관리에 의하여 지휘되는 것이 아니라 지방 각지에서 상경한 지방 유지들과 유력자들의 지휘를 받았다. 상군과 이홍장이 창설한 그 후계 군대 격인 회군은 종종 함께 '향용'이라고 불렸다.
증국번은 전통적인 문관 출신 관료로, 전투 경험이 별로 없었다. 이에 증국번은 상군을 창설할 적에 옛 명나라 장군인 척계광이 남긴 기록을 많이 참고했다. 당시 척계광은 명나라 정규군이 16세기 왜구의 수탈을 물리칠 힘이 없다고 보고 스스로 사병을 만들어 왜구들을 물리치고자 했기 때문이다. 척계광은 주로 직속상관에 대한 절대 복종, 그리고 애국심을 높여 사기를 끌어올리고자 하였다. 증국번도 이같은 요소들을 베껴 그의 상군에 적용했고, 이는 꽤나 성공을 거두었다. 다만 향용이 상당한 유용성을 보여주자 황실은 난이 진압된 이후에도 이를 해체하지 않고 놔두었는데, 나중에 청나라가 휘청거리자 이는 오히려 지방 세력들이 힘을 기르게 해주는 악재로 떠오르게 된다.

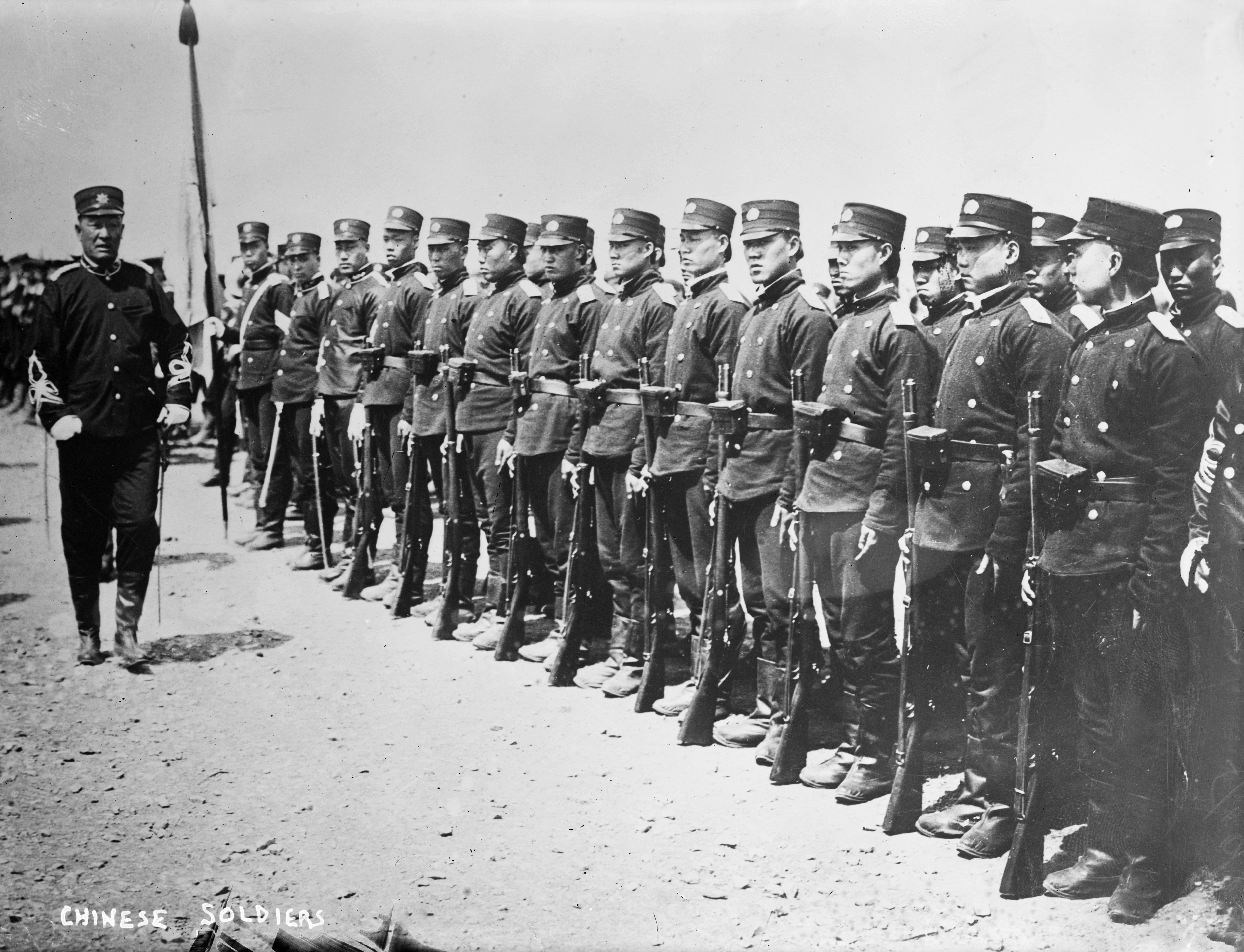
신건육군의 모습

향용 제도는 만주족의 청나라 군대 독점을 끝내버렸다. 물론 팔기제와 녹영군도 여전히 존속하고는 있었으나, 얼마 지나지 않아 향용이 청나라의 비공식적인 준군사조직이 되어버린 것이다. 또한 향용은 중앙 정부 직속이 아니라 지방 세력들의 후원을 받아 만들어진 것이었기에, 이는 결국 청 조정의 통제를 약화시키는 결과를 낳았다. 게다가 향용의 본 구조 자체가 의문 없이 무조건적으로 상관에게 복종하는 구조였기에, 이는 나중에 20세기 초중반 군벌들이 득세하고 사회 혼란이 벌어지는 데에 큰 영향을 미쳤다.
19세기 후반에 이르자, 심지어 청 조정의 가장 보수적인 인사들도 청나라의 군대가 심각한 결함이 있음을 인정할 수 밖에 없었다. 1860년대, 2차 아편 전쟁 동안 수십만 명에 달하는 청나라 군대가 상대적으로 훨씬 수가 적은 2만 5천 명의 서구 군대를 막는 데에 실패하며 베이징이 함락되고 원명원이 불탔던 것이다. 유럽의 산업혁명에서 만들어진 현대적인 무기와 전술들은 중국의 전통적인 무기들을 압도했고, 기존의 전술들을 아무 쓸모없게 만들어버렸다. 결국 정부는 양무운동을 통해 서양 기술을 받아들여 군대를 근대화시키려 하였으나, 거의 대부분의 시도는 예산 부족, 정치적 절박성의 부족, 보수 세력들의 저항 등으로 무위로 돌아가고 말았다. 조선에서 일어난 청일 전쟁의 패배는 중국에게 엄청난 충격을 주었다. 몇천 년 동안 해적이나 사는 야만 국가로 치부했던 나라에게 굴욕적인 패배를 당했던 것이다. 게다가 청나라가 아시아에서 가장 강력한 함대로 여겼던 북양함대가 일본에게 무참히 깨졌다는 것은 더할 나위 없는 군사적 실패이자 굴욕이었다. 1894년 12월, 청 조정은 새로운 군대 개혁에 착수했고, 서구화된 전술, 무기, 군함들을 사들여 제대로 된 신식 군대를 육성했으며, 이들이 바로 신건육군이다. 신건육군들 중 가장 강력한 군대는 위안스카이 장군의 지휘 하에 있는 군대였는데, 이 위안스카이 장군이 청나라를 배신하고 스스로 황제가 되기 위하여 이 군대를 사용하며 청나라의 개혁 조치는 실패하고 말았다.

## 같이 보기
- 청나라의 군주 목록
- 청나라 역대황제 계보도
- 만주족
- 청대의 문화
- 독립문
- 삼전도비

## 참고 자료
- 이 문서에는 다음커뮤니케이션(현 카카오)에서 GFDL 또는 CC-SA 라이선스로 배포한 글로벌 세계대백과사전의 내용을 기초로 작성된 글이 포함되어 있습니다.
- 수잔 나퀸; 이블린 S. 로스키 (1998). 《18세기 중국사회》. 정철웅 옮김. 신서원. ISBN 9788979405354.